# プリンセスコネクト!Re:Dive
『プリンセスコネクト！Re:Dive』（プリンセスコネクト リダイブ、英: PRINCESS CONNECT! Re:Dive、略称: プリコネR）は、Cygamesより2018年2月15日から配信されているスマートフォン向けRPG。『プリンセスコネクト！』の続編であり、前作のキャラクターが全て登場する他、新規のキャラクターも登場する。ジャンルを「アニメRPG」としている通り、ゲーム本編のストーリーパートにアニメーションムービーを挿入している。

## 略歴
2016年8月21日に行われた新作発表会『Cygames NEXT 2016』において『プリンセスコネクト！』の続編としてリリースが発表され、2018年2月15日よりスマートフォン（Android/iOS）用アプリのサービスが開始された。
2018年5月22日には、DMM GAMESをプラットフォームとしたWindows版アプリのサービスを開始した。スマートフォン用アプリとの連携も可能。「有償ジュエル」ならびに「有償ジュエルで購入した有償マナ」は各プラットフォームで独立管理となる。DMM GAMES版サービス開始当初は無償ジュエルも独立管理だったが、2019年5月21日のメンテナンス後に無償ジュエルが全プラットフォーム共通で利用できるようになり、これまでプラットフォームごとに表示されていた無償ジュエルの所持数も全プラットフォームの合計所持数となった。
2018年8月1日より台湾・香港・マカオを対象にした繁体中国語版『超異域公主連結☆Re:Dive』がSo-net Entertainment Taiwan Limitedをパブリッシャーに配信された。2019年3月28日に韓国語版がKakao Gamesから、2020年4月20日に中国本土を対象にした簡体字版がbilibiliから、2020年9月18日にタイ語版がIni3 Digital PLCから配信された。2020年12月4日、英語版がアメリカのCrunchyroll Gamesから配信されることが決定し、2021年1月20日に配信が開始された。
2019年12月配信の第15章をもって、メインストーリー第1部が完結。2020年1月より第2部の配信が開始された。

## 開発
元々Cygamesは『プリコネ』においてキャラクター制作を担当しており、これらのキャラクターを用いた続編を作りたいという思いから、許可を得たうえで企画が始動した。『プリコネ』の最終ストーリーの更新だけになった際に余裕があったことから、その間にペコリーヌを続編『プリコネR』の主役に据えることを決め、『プリコネ』のエンディングに登場させた。
アニメRPGを標榜する本作は、アニメパートとゲームパートで構成されており、UI設計やビジュアルの調整に当たってはこの2要素が乖離しないように注意が払われた。たとえばゲームパートのユーザインターフェースはアニメパートの描き方に合わせているほか、ユーザーインターフェースの色味や加工はメインキャラクターの一人であるペコリーヌをもとにしている。
メインストーリーをWIT STUDIOなどが、期間限定イベントのエンディングをCygamesPicturesが制作している。

## あらすじ
前作での最終ストーリー、ユイをプリンセスとして展開したルートに沿っており、Re:Diveにおいてはプロローグ内で覇瞳皇帝（カイザーインサイト）の最後の逆襲に敗れて意識が無くなった時点から物語は始まる。

### 第1部
序章
覇瞳皇帝に敗北し、意識を失っていた主人公は、コッコロと名乗る女の子によって目覚める。全ての記憶を失い、幼児退行を引き起こしていた主人公は、コッコロ、そして成り行きで出会ったペコリーヌ、キャルとともにギルド「美食殿」を結成する。彼女らが暮らすランドソルへ向かった主人公は、かつて会ったことがあるヒロインたちと出会う。その中には、かつてギルドを組んでいたヒヨリ、レイ、ユイの姿もあった。時折主人公の夢に現れるアメスという女性から意味深な言動とともに、登場人物の多くが夢にみる世界と本当の世界を誤認しているということが示唆されている。
第1章
主人公はコッコロと2人でランドソルでの同棲生活を始めるが、1か月したところで持ち金が底をつく。生計を立てるために仕事を探していた2人は、ギルド「サレンディア救護院」に所属するメイドのスズメから引越しの手伝いを頼まれる。スズメの案内で、2人はギルドマスターのサレンの屋敷へ向かう。引越しの荷物に紛れていた少女ムイミが主人公を「プリンセスナイト」と呼んだ矢先、荷馬車が爆発し、ムイミにお宝を盗まれたという青年オクトーと彼の護衛であるマコトが追いかけてくる。ムイミはオクトーとも面識があると話すものの、オクトーには心当たりがなく、ムイミの身柄を確保しようとする。そこへ、秘密結社「ラビリンス」の一員であるシズルとリノが現れ、どさくさに紛れてムイミを連れ去る。
第2章
マコトは、主人公とコッコロ、スズメの3人を連れ、自分のギルドである「自警団」（カォン）の元へ連れて行く。一行がギルドマスターのマホから治療を受ける中、マコトは騒ぎに巻き込んだことへの謝罪をする。そこへ、ギルド「王宮騎士団」（NIGHTMARE）の副団長のクリスティーナが、スズメの救出を名目に「自警団」へ攻撃を加える。さらに、荷馬車の襲撃も、クリスティーナが人間と獣人族の対立構造を作るために仕組んだことだったことも判明する。マコトと仲間のカオリがクリスティーナの強さに圧倒される中、サレンの登場により一件落着となる。また、襲撃はクリスティーナの独断であったことが判明し、ユースティアナから呼び出される形で「自警団」を去る。
第3章
主人公たちはサレンの厚意で彼女の屋敷に宿泊する。その夜、屋敷の外にギルドメンバーのアヤネの姿を模した「シャドウ」が現れる。
第4章
サレンとマホは、「王宮騎士団」の団長であるジュンを交え、クリスティーナの襲撃事件について話し合うが、なかなか着地点が見えずにいた。孤児たちを思うサレンを見たマホは、動物苑系ギルド「牧場」（エリザベスパーク）への疎開を提案する。
後日、主人公は山の上にある牧場へあいさつに行く道中でペコリーヌと再会し、ペコリーヌは食料を分けてもらった礼から護衛として主人公に同行する。一方、キャルは陛下ことユースティアナの命で牧場に魔物を呼び寄せていたが、うまくいかずにいた。リンからの救援要請を受けた主人公らがキャルに近づく中、クリスティーナがキャルに助け舟を出す。
第5章
「牧場」の面々は動物たちを連れて山を下りてきたところを「王宮騎士団」のトモとマツリに保護される。一方、魔物を操る者を探していたペコリーヌはクリスティーナの襲撃を受ける。
同じころ、ムイミは知人のラジラジの協力を得て「ラビリンス」のアジトから脱出を図る。
さらにそのころ、主人公とキャルは、ユースティアナによって王宮まで転移される。ユースティアナは任務を失敗したキャルに自らの権能の一部である「プリンセスナイト」の力を強制的に付与しようとする。
ユースティアナはこの世界の矛盾点について語るが、主人公が理解できていないことに気づくや否や、ペコリーヌ達のいる場所へ転移し、脱出に成功したムイミとラジラジとも顔を合わせる。ユースティアナは大量破壊魔法で全員を消し飛ばそうとするが、「ラビリンス」のギルドマスター・ラビリスタが現れ、身を挺して主人公たちを助ける。
第6章
「牧場」への疎開を準備していたサレンは、旧友にして「メルクリウス財団」のギルドマスターでもあるアキノの協力を得、復興支援を行うために「牧場」に向かう。主人公たちがサレンの屋敷に帰還した後、ペコリーヌは自分が本物のアストライアの王女であることを明かす。その後、主人公たちはマツリとトモとともにサレンのいる牧場へ向かい、「メルクリウス財団」の関係者にも出会う。
そのころ、大量破壊魔法から生き残ったクリスティーナは囚われの身となっていたところをムイミに助けられ、同じく囚われの身となっていたダイゴとも合流する。
第7章
主人公とコッコロは、エルフの森を拠点とするギルド「フォレスティエ 」のメンバーであるシオリとともに、被害状況確認のためエルフの森に行く。ペコリーヌと合流した後、一行はシオリの姉ハツネから、大量破壊魔法を予知していた占い師の存在を聞く。
主人公たちは、その占い師だというシノブが所属する「悪魔偽王国軍」（ディアボロス）の拠点へ行くが、シノブの予知は占い程度でしかなく、実際に予知していたのは七冠（セブンクラウンズ）の一人・ネネカであることが判明する。主人公たちはネネカに会いに行こうとするが、そのネネカが「王宮騎士団」に誘拐される。
第8章
主人公たちは、ネネカの従者マサキとともに、ムイミの案内で「ラビリンス」の拠点へ行く。ネネカの救出について話し合う中で、ムイミの口から、ユースティアナを名乗る人物の正体が七冠”の一人・千里真那であることが告げられる。そのとき、魔物と「王宮騎士団」の軍勢が拠点を取り囲み、一行はムイミの剣で脱出を図る。そこに、ユースティアナの依り代となったキャルが立ちはだかる。ペコリーヌはキャルのつけている仮面を剥がして元に戻すため、単独で敵陣に突っ込む。さらにそこへ「リトルリリカル」のミミ、ミソギ、キョウカの3人も居合わせ、事態は混乱を極める。
第9章
窮地を脱した一行は「ラビリンス」の別のアジトへ逃げる。一方、「王宮騎士団」ではトモが団長であるジュンに面会しようとするが、断られる。さらにそのころ「王宮騎士団」にさらわれたペコリーヌは、ネネカの分身と会い、洗脳装置の稼働のために魔力を搾取されていることを知る。
「ラビリンス」の面々と別れ、ランドソルに戻った主人公とコッコロは、「王宮騎士団」のトモとマツリに出会う。一行はアイドルギルド「カルミナ」のライブ会場に来るが、魔物の乱入によりライブは中止となる。主人公たちは観客を守るために戦うが、コッコロが魔物の襲撃で気を失う。コッコロはチカの治療を受けるが、なかなか目を覚まさない。そこへ、クリスティーナが「カルミナ」のプロデューサーとして姿を現し、洗脳装置の破壊に動いていることが明らかとなる。
第10章
意識不明になっていたはずのコッコロは、見知らぬ場所で目を覚ます。そこに、同じく昏睡状態になっていたはずのラビリスタこと模索路晶が現れ、自分たちが今いる場所が現実世界であることを告げられる。コッコロはラビリスタからアストルムの人々に世界の真実を広めるよう依頼され、意識を取り戻した後に、主人公たちにそのことを話す。そして、主人公たちは祭りの場を利用したペコリーヌ救出作戦を実行する。ムイミが敵の注意を引き付けている間、主人公とコッコロはラジラジの能力を用いて王宮に潜入する。一方、ギルド「トゥインクルウィッシュ」はソルの塔で謎の妖精フィオを見つける。
第11章
「トゥインクルウィッシュ」の3人はソルの塔にいたはずだが、なぜかランドソルの大通りにいた。居合わせたムイミはユイに襲い掛かる。
同じころ、王宮に潜入し、地下監獄へと向かう主人公たちの前にジュンが現れ、2人が処罰対象であることを告げる。そうこうしているうちにコッコロはふとしたことから地下監獄に来てしまい、ペコリーヌと再会する。そして、主人公の機転によりジュンを撃破し、コッコロはペコリーヌの救出に成功する。その後、一行は「ラビリンス」と交戦を繰り広げるキャルを見つける。この時キャルはペコリーヌの装備である「王家の装備」を所持しており、ペコリーヌはそれらを奪還する。
第12章
主人公たちが王宮で激戦を繰り広げていたそのころ、ランドソル内ではシャドウの出現が相次いでいた。一方、ムイミは獣人族の居住地まで「トゥインクルウィッシュ」を追うも、住人たちが「トゥインクルウィッシュ」に加勢したことで逆に窮地に立たされる。そこに駆け付けたクリスティーナから、溶解したシャドウが王宮に流れ込んでいることを知り、2人で王宮へと向かう。
一方、王宮にいた主人公たち3人はアメスの導きで、キャルの精神世界の中に入る。その中では、主人公たちとの出会いや、「美食殿」での日々、ユースティアナからおにぎりをもらった時の記憶が展開されていた。美食殿の面々をだましたことへの罪悪感に囚われるキャルに対し、3人はそれぞれの言葉を投げかける。その時、王宮に溶解したシャドウが流れこみ、主人公たちは強制的に現実世界へと戻される。アメスが精神世界に取り残されたキャルを現実世界へ戻そうとしたところ、ラビリスタが現れ、主人公の記憶の一部を託す。そのとき、眠っていたはずのユースティアナが目を覚まし、覇瞳皇帝（カイザーインサイト）と名乗る。
第13章
黒い泥がランドソルを覆う中、複数のギルドが協力して住民の避難の手助けをする。王宮に来たクリスティーナとムイミは覇瞳皇帝を見つけるが、主人公たちがネネカの協力で王宮から脱出したどさくさに紛れて逃げられてしまう。主人公たちに追われる中、覇瞳皇帝は時間稼ぎのついでにシャドウやロストの正体を明かす。主人公たちが魔物に囲まれる中、仲間たちが駆けつける。
一方、キャルはユイの協力によって目を覚ますが、妖精・ネビアを通じて聞いたアメスの伝言に動揺する。
第14章
主人公はネビアから、キャルに託された覇瞳皇帝を倒すためのカギは、キスで受け取ると告げられ、それを実行する。その後、キャルは魔物相手に孤軍奮闘するペコリーヌを励ます。
第15章
主人公はラビリスタ（模索路晶）からプリンセスナイトの力を解放してもらい、その強力な力で覇瞳皇帝をうち倒す。

### 第2部
主人公はラビリスタからプリンセスナイトの力を解放してもらい、その強力な力で覇瞳皇帝をうち倒すも、その影響で魂にダメージを負う。
これにより主人公は再び記憶喪失となった上、幼児退行も悪化する。

## ゲームシステム
『Re:Dive』では、様々なスキルを持つキャラ（仲間）を集めてパーティーを編成し、バトルをクリアしていくことでゲームを進める。
1パーティに5人までキャラを編成し、クエスト上に存在する敵や、他のプレイヤーが設定しているパーティーとのバトルに立ち向かうことになる。基本攻撃やスキルの使用はオートで行われるが、ユニオンバーストと呼ばれる技はプレイヤーの操作で発動する。オートプレイも可能である。
プレイヤーは「クラン」を組むことができ、プレイヤー同士の交流が可能となっている。

### キャラ
本作はRPGであり、キャラクターは経験値や装備などで強化されることになる。装備や経験値は、すべて消費アイテムとなっており、クエストマップのバトルを繰り返しクリアしたり、「マナ」と呼ばれる通貨で購入することで得られる。
キャラの強さを示す大きなパラメーターとして、レベル、★の数、RANKがある。レベルアップは、経験値ポーションを消費することで行う（各キャラクターのレベルはプレイヤー自身のレベルが上限となっている）。★の数アップは「才能開花」と呼ばれており★5までは「メモリーピース」と「マナ」を消費して行う。RANKアップは、指定された6種の装備を揃えることで行うことができる。RANKアップすると、装備はキャラのパラメーターに反映されて消えるため、新たな装備を揃えなければならない。装備は精錬石で強化することが可能だが、RANKを上げた際にパラメーターに反映されるのは、強化前の元の値である。そのため、RANKアップ直後はキャラクターが弱体化することがある。RANKアップ時に装備が消えた際、強化に使っていた精錬石は一部返却される。
また、キャラには「絆ランク」があり、これを上げることで、キャラやギルドのストーリーが開放されステータスボーナスを得ることができるが、絆ランクの上限は★の数で制限されている。パーティーに編成されバトルに参加するか、ギルドハウス内で特定のアイテムを利用することで上げることができる。
キャラにはそれぞれユニオンバースト、基本スキル、EXスキルがあり、これらのレベルアップには「マナ」を消費する。スキルレベルはキャラのレベルより高くすることはできない。また、スキルはRANKアップに応じて開放されるものがある。キャラにはパーティーとして編成された際の立ち位置が設定されており、位置に応じて前衛、中衛、後衛と分類されている。
特定のキャラ固有の「専用装備」も用意され、そのキャラのメモリーピースとプリンセスハート、マナを使って作成できる（2018年11月26日追加）。
2019年8月31日に「★6才能開花」が追加された。★6才能開花対象キャラをパーティーに編成し、メモリーピース50個とピュアメモリーピース50個をセット、プリンセスオーブをセットして最大まで強化し、解放クエストをクリアすると、そのキャラの★6才能開花ができる。
サービス開始から2.5周年を迎えた2020年8月15日、「★変更機能」が追加された。★5まで才能開花したキャラを★3〜★5の間でアイテムを使わずに★の数を変更できる。★6に才能開花したキャラの★を変更できない。
2020年11月30日、新アイテム「グロウスフィア」が登場した。キャラの強化に必要なマナ、経験値ポーション、装備アイテムを消費せずに、キャラのレベル、キャラのスキルレベル、キャラのRANKを強化できる。無料強化はスフィア使用時に画面に表示されている無料強化上限まででき、一括強化だけでなく、任意の値まで強化することもできる。スフィアで強化できる値より現在のプレイヤーレベルが低い場合、現在のプレイヤーレベルで強化できるキャラのレベル、スキルレベル、RANKまでしか強化できないが、プレイヤーレベルを上げると無料強化値分の強化ができる。
2022年6月15日に「専用装備グロウスフィア」が追加された。マナやアイテムを消費せずに、専用装備の作成、上限解放、強化の全てを行える。ルナの塔や期間限定スペシャルダンジョンの報酬として獲得することができる。

### ガチャ
チュートリアルでコッコロ曰く、仲間を増やすための『この世界の大事な仕組み』であり、「ジュエル」を用いてガチャを引き、キャラを増やす。重複したキャラは「女神の秘石」と呼ばれるアイテムとなり、既存キャラの強化や他のキャラを増やすための「メモリーピース」との交換に使われる。ジュエルは入手方法によって有償と無償に分類され、ガチャで消費する際は無償のものが優先される。

### クエスト
これらのクエストは、基本的にメインクエスト（ノーマルクエスト）の進行度合いに応じて開放される。対人要素の絡まないバトルについては「スキップチケット」と呼ばれるアイテムを用いてバトルをショートカットできるものが多い。
定期的に獲得アイテムが2倍になるキャンペーンが行われている。詳細は下記。
メインクエスト・探索
パーティーを編成し、ウェーブ制のバトルを戦い進めていく。制限時間は1ウェーブにつき1分30秒（ユニオンバースト発動時は停止）。時間内にすべての敵を倒すと次のウェーブに進み、最後のウェーブですべての敵を倒すとクエストクリアとなる。時間内に倒しきれなかったり、パーティーに編成されたキャラ全員が戦闘不能になると敗北となる。クリアしたときに戦闘不能になったキャラの数に応じて★の数で示すクリアランクが変わり、一度でも★3つでクリアすると「スキップチケット」を使えるようになる。サービス開始から2.5周年を迎えた2020年8月15日、周回したいクエストをまとめてスキップできる「まとめてクエストスキップ」が追加された。
メインクエストにはノーマル、ハード、ベリーハード（2019年8月31日追加）がある。
ノーマルクエストをクリアすると、装備アイテムやマナを獲得し、進行度合いに応じて、新たなクエストやメインストーリーが解放される。月に3回ほど獲得量が2倍になるキャンペーンが行われるほか、アニバーサリーなどの時期には獲得量が3倍になるキャンペーンが行われる。
ハードクエストはノーマルクエストとスタミナ消費が異なり、1日のバトル可能回数に制限がある。クリアすると装備アイテム、マナなどに加え、特定のキャラのメモリーピースを獲得できることがある。月に2回ほど獲得量が2倍になるキャンペーンが行われるほか、アニバーサリーなどの時期には獲得量が3倍になるキャンペーンが行われる。
ベリーハードクエストはノーマルクエストとスタミナ消費が異なり、1日のバトル可能回数に制限がある。クリアすると装備アイテム、マナなどに加え、★6才能開花ができるキャラのピュアメモリーピースを獲得する場合がある。登場当初はアニバーサリーなどの時期に獲得量が2倍になるキャンペーンが行われたが、2020年12月から月に1回獲得量が2倍になるキャンペーンが行われ、アニバーサリーなどの時期に獲得量が3倍になるキャンペーンが行われる。
探索は特定の消耗品（経験値ポーションもしくはマナ）の収集に特化したバトルである。1日のバトル可能回数に制限がある。月に2回ほど獲得量が2倍になるキャンペーンが行われるほか、アニバーサリーなどの時期には獲得量が3倍になるキャンペーンが行われる。
共闘
他のプレイヤーと協調し、最大3人で3回のバトルをクリアする。一番最後のバトルがボスバトルであるため、共闘を招集したプレイヤーは、他者のレベルやパーティーを見ながらバトル順を変更することができた。2018年11月6日1時のメンテナンスをもって終了。
バトルアリーナ、プリンセスアリーナ
いわゆるPvPであり、他プレイヤーの編成しているパーティー相手にバトルを行う。このバトルは完全なオートプレイとなる。勝利すると相手順位と入れ替わる。1日それぞれ最大5回プレイできる。
1分30秒以内に先に相手のパーティーを倒した方の勝利となり、時間切れになると攻撃側の敗北となる。
バトルアリーナは1パーティーを編成して1戦、プリンセスアリーナは3パーティーを編成し順番に最大3戦する。
タイム報酬として自分の順位に応じた枚数のコインを獲得するほか、毎日15時のランキングの順位に応じたジュエル、経験値ポーション、マナを獲得できる。
ダンジョン
道中にNPCや他プレイヤーが編成しているパーティーの写しが配置されており、これらを倒しながら最上階のボス撃破までを狙う。パーティーを倒すとアイテムやマナなどを獲得し、赤い宝箱のある階層にいるパーティーやボスを倒すとこれらに加えてダンジョンコインも獲得する。ボスを初めて撃破すると、ギルドハウスに置けるスタミナ獲得の家具が入手できる。
月に1回、獲得マナが2倍になるキャンペーンが行われる。
1日のプレイ可能回数は1回。アプリ内で「デイリージュエルパック」を購入することで、当初はプレイ可能回数を1回増やすことができたが、2018年12月13日のメンテナンス後からは、ダンジョンプレイ可能回数が1回のみになった代わりに、獲得アイテムの量が2倍となっている。
2021年4月13日に「ダンジョンスキップ機能」が追加された。ボスを倒したことがあるダンジョンに挑戦する際にすべての階層のバトルをスキップでき、またそのダンジョンの進行途中でも残りのバトルをスキップできる。
期間限定スペシャルダンジョン
2022年5月17日に実装された高難易度コンテンツ。2ヶ月に1度中旬に全5日間行われ、最上階の10階をクリアする度に難易度がアップする。
1日10階層で計50階層あり、その進捗度合いによりジュエルやマスターコイン、プリンセスハート、プリンセスオーブ、女神の秘石などを獲得できる。
ダンジョン「緑竜の骸嶺(EXTREME III)」をクリアしており、かつダンジョンの挑戦権を消費することによって参加することができる。
通常のダンジョンとは異なり、スぺシャルダンジョンの各階層は以下のようになっている。なお、6階層〜10階層はバトル結果に関係なく、編成されたキャラクターはTPが最大の状態でバトルが開始する。
【1階～5階】バトルアリーナと同様に、キャラクターで編成されたパーティとのバトル。
【6階～7階】ルナの塔に登場するような、モンスターとシャドウの組み合わせバトル。
【8階～9階】クランバトルに登場するボスとのバトル。
【10階】ダンジョンのボスとの最終バトル。
ルナの塔
2018年9月から毎月中旬に行われる高難度クエスト。各階に出現する強力な敵を倒し、塔を登っていく。クエストクリアでキャラ専用装備を作るのに必要なプリンセスハートや、プリンセスハートの欠片、ジュエルなどを獲得できる。ボス撃破など特定の階をクリアすると、特定のキャラの限定ストーリーが解放される。他のクエストと異なり、タイムアップになると全滅となる。
クランバトル
毎月下旬に行われる、プレイヤークランのためのバトル。ボス相当の敵が1周5体配置されており、クランメンバーたちがバトルを重ねて撃破ポイントを稼ぐ。2019年9月のクランバトルからは、クランメンバーがひとりひとりプレイできる「シングルモード」が追加された。
「クランモード」では、敵を倒した際や各種ランキングの順位に応じて報酬を獲得でき、「シングルモード」では、敵を倒した際や期間内に到達した周回数に応じて報酬を獲得できる。
聖跡調査
2018年11月26日に追加。RANK7以上の装備の素材や、キャラ専用装備の作成や強化に必要な「プリンセスハート」の欠片を集めることができる。
神殿調査
2019年8月31日に追加。装備の素材や、★6才能開花に必要な「プリンセスオーブ」を集めることができる。
イベント
毎月時限で行われる、特定キャラクターやギルドの物語に着目したクエスト。2018年3月31日に第1回として「ハツネのプレゼント大作戦！」が開催。メインクエストと同様の作りになっていて、ハードモードやボスバトルでは、特定キャラのメモリーピースやジュエルなどを取得しやすくなっている。ボスとのバトルには難易度に応じたボスチケットが必要。クエストクリア、ボス討伐、ミッションクリアで獲得する討伐証はアイテムと交換できる。イベント限定のキャラも存在し、イベントシナリオを完遂することで入手できるものもあれば、期間限定ガチャでのみ入手できるものもある。2018年9月30日から10月18日までの「トリックオアプリン！約束のハロウィンパーティー」以降は、イベント期間中にイベントクエストをクリアすると、獲得できるプレイヤー経験値が通常の1.5倍となる。過去のイベントが復刻された際は難易度が引き下げられ通常時より期間が短く開催される。
サイドストーリー
2020年3月16日に追加。過去のイベントをプレイすることができる。イベント開催時とは難易度が引き下げられ、アイテムも異なるほか、ボスの討伐可能回数が1回限りとなっている。討伐証、討伐証交換、ボスチケット、イベントログインボーナス、デイリーミッションがない。
みんなの稽古場
2022年5月20日に追加。様々なタイプのボスといつでも何度でも戦うことができるコンテンツ。難易度がEASY、NORMAL、HARD、VERY HARD、EXTREMEの5段階に別れており、各難易度のボスに勝利することでジュエルや女神の秘石などを獲得することができる。また、ボスのHPは設定により、減少しない状態にすることができる。
7月31日にはクランバトルボスが追加され、クランバトル開催終了後も先月のボスを同じ条件で何度でも挑戦することができるようになった。
深域クエスト
2024年2月15に追加。6周年のアップデートで追加された属性やプリンセスナイト強化アイテムが入手できる。難易度は高めに設定されている。

### ストーリー
メイン、キャラクター、ギルド、エクストラがある。アストライア大陸を舞台にしたメインストーリーはメインクエスト（ノーマル）の進行で開放される。キャラクターストーリーとギルドストーリーは、キャラクターとの絆が深まることで開放される。エクストラではイベントストーリーのプレイバックなどが行える。アニメーションを用いた演出も多く、特にイベントストーリーについては、これまでイベント毎にエンディングアニメーションムービーが作られている。
ほとんどのキャラクターは「ギルド」と呼ばれる社会的組織の一員となっており、キャラクターやギルドの関係性を含めてストーリーが進む。
メインシナリオを日日日が担当しており、そのボリュームは70万文字を超える という。

### ギルドハウス
プレイヤーの好みに応じて、家具やキャラクターを配置することができる。
レイアウトは自由に変更することができ、シナリオの進行に応じて大きさが変化することもある。
ギルドハウス内にはスタミナ、スキップチケット、経験値アイテム（ポーション、マナ）を提供する家具を配置することもできる。
配置されたキャラクターにアイテムをプレゼントすれば「絆レベル」を上げることもできる。
2020年2月15日、サービス開始2周年を記念して「みんなのゲームテーブル」が追加された。

### ショップ
通常ショップ、ダンジョンショップ、アリーナショップ、プリンセスアリーナショップ、クランショップ、マスターショップ、女神の秘石ショップ、限定ショップがある。
通常ショップ
マナを使って経験値ポーションや装備強化用の精錬石を購入できる。1日4回ラインナップ更新。
ダンジョンショップ
ダンジョンコインを使ってキャラのメモリーピースや装備品を購入できる。毎日5時にラインナップが更新されるが、ダンジョンコインを使ってすぐ更新できる。
アリーナショップ
アリーナコインを使ってキャラのメモリーピースや装備品を購入できる。毎日5時にラインナップが更新されるが、アリーナコインを使ってすぐ更新できる。
プリンセスアリーナショップ
プリンセスアリーナコインを使ってキャラのメモリーピースや装備を購入できる。毎日5時にラインナップが更新されるが、プリンセスアリーナコインを使ってすぐ更新できる。
クランショップ
クランバトルで獲得できるクランコインを使ってキャラのメモリーピースや装備を購入できる。毎日5時にラインナップが更新されるが、クランコインを使ってすぐ更新できる。
マスターショップ
2019年5月17日実装。マスターコインを使って限定キャラのメモリーピースや期間限定でラインナップされるアイテムを購入できる。マスターコインは、プレイヤーレベルが上限に達し、プレイヤー経験値も最大にたまっている状態でスタミナを消費してクエストをクリアすることで獲得でき、一週間の獲得数に上限がある。2022年2月15日のアップデートで週に獲得できるマスターコインの上限数が9,000枚から15,000枚に変更された。キャンペーン時は獲得量上限が1.5倍になる。
女神の秘石ショップ
ガチャやイベントなどで獲得できる女神の秘石を使ってプレイヤーが持っているキャラのメモリーピースを購入できる。購入数が一定の数になると、そのキャラのメモリーピース1個と交換するのに必要な女神の秘石の数が増える。★6才能開花ができるキャラが★5かつ専用装備を装備している状態になると、そのキャラのピュアメモリーピースも購入できる（1個につき秘石20個必要）。
限定ショップ
スタミナを消費してクエストや聖跡調査などをクリアすると確率で現れるショップ。マナを使って経験値ポーションや装備を購入できる。1日最大5回出現する。

## 登場人物
名前の表記はゲーム内での表記 / アメスが見せる「夢の世界（現実世界）」での名前の順番に記載。
ユウキ（ゲームでは名前変更可能）
声 - 阿部敦（ムービーパート・テレビアニメ版）
プレイヤーの分身となるキャラクター。前作の主人公と同一人物だが、上述の通り覇瞳皇帝との闘いの影響で記憶喪失となっている。一人称も前作同様「僕」である。
記憶喪失になって間もないころは、初めて目にしたお金を食べようとするなど幼児退行している面もあったが、時間の経過などによってある程度回復している。記憶を失ってはいるが、困っている人を放っておけないお人好しな所は変わっていない。またヒロインたちとの交友関係の広さを驚かれたり、呆れられたりもされる。
第15章にてラビリスタ（模索路晶）からプリンセスナイトの力を解放してもらい、その強力な力で覇瞳皇帝をうち倒す。だがその影響で魂にダメージを負い、第2部からは再び記憶喪失となってしまう。また、幼児退行に関しても第1部よりも更に悪化してしまっている。
「プリンセスフォーム」の力を使う際には元の人格が一時的に戻っていたが、第2部第3章にて開発された特効薬により、元の人格を取り戻した。

### 美食殿
ペコリーヌが食べ歩きを目的に結成したギルドで、ペコリーヌと主人公以外のメンバーは全員本作を初出とするキャラクターである。
また美食殿メンバーは、レジェンドオブアストルムの運営と浅からぬ因縁がある。
ペコリーヌ / ユースティアナ・フォン・アストライア
声 - M・A・O
美食殿のギルドマスターで、『無印』の最終話にて初心者キャラクターとして先行して登場している。「オイッス～☆」、「やばいですね！」が口癖。
ペコリーヌとはコッコロから名付けられた渾名であり、本名は「ユースティアナ・フォン・アストライア」である。もともとはアストライアの王女だったが、王位継承の通過儀礼である武者修行の旅に出ている間に覇瞳皇帝に「ユースティアナ」の名前と立場を奪われており、王女の名を騙る偽物として指名手配を受けている。その上、父（声 - 木村雅史）や母（声 - 井上喜久子）から忘れ去られている。第1部で覇瞳皇帝をうち倒した後は「ユースティアナ」として王女の立場に戻り、政治に携わっている。
装備している剣・鎧・冠は王家代々に継承される「王家の装備」であり、王家の血族が装備すると超人的な力を発揮する反面、エネルギーの消費が激しいため、大量の食事を要する。なお、装備を外した彼女の本来の能力は一般戦士より若干劣るとの事。
現実世界では、レジェンドオブアストルムに出資している某国の姫君。他国に比べて遅れている自国の先端技術面の育成を兼ねて人材派遣やサーバーの提供など積極的に取り組んでおり、開発者も敬意を評してファミリーネームの「アストライア」をゲームタイトルの「アストルム」として使っている。日本語は話せず、mimiの翻訳機能を介して会話する。公務のために初めて来日した際にmimiが壊れて途方に暮れていた所に主人公に助けられて以来、交流を重ねる内に恋慕を抱くようになる。
コッコロ / 棗 こころ（なつめ こころ）
声 - 伊藤美来
寡黙なエルフの少女で、アメスより記憶喪失の主人公の案内人として任じられている。主人公のことを「主さま」と呼んでおり、単なるガイド役を通り越し、何より主人公に仕えることを使命としている。キャルからはコロ助という渾名で呼ばれる。
現実世界では、七冠の一人でもあるレジェンドオブアストルムの開発者の一人娘。それまで海外に住んでいて、父の転勤で共に来日、主人公の街の動物園内の研究所に住んでおり、小学校でも馴染めずにいたところに主人公と出会い、真摯に接してくれるうちに好意を抱くようになる。
キャル / 百地 希留耶（ももち きるや）
声 - 立花理香
行き倒れていたところを主人公たちに助けられ、なりゆきで美食殿に加入させられた人物。キツイ言動も多いが、他者を思いやる優しい心を持っている。
実は覇瞳皇帝からの命令で主人公らを監視するために近づいただけだったが、主人公たちと過ごすうちにそれがかけがえのないものになり苦悩する。一度は覇瞳皇帝の依り代となる形で美食殿を離反するが、後に精神世界でのペコリーヌたちとの対話を通じて美食殿に戻る。
現実世界では、覇瞳皇帝こと千里真那の遠縁。教育ママな上に風水を信じて娘に考えを押し付けようとしている母親に嫌気がさしてグレており、大学に進学したら家を出て自立しようと計画を立てている。レジェンドオブアストルムも親に隠れて短期間ながらもプレイしており、その時にキャラクターネームを自身の名である「キルヤ」にするつもりだったが入力を誤って「キヤル」になった。真那に憧れを抱いており、彼女が載っている雑誌などは必ず購入している。財布を落として途方に暮れていた所を主人公に助けられたのが縁で交流を重ねる内に友人関係になる。
シェフィ / 阿賀斗 紫布菜（あがと しふな）
声 - 近藤玲奈
第2部から登場。ソルの塔から落ちてきた謎の少女で、覇瞳皇帝への暗殺容疑で指名手配されていた。青い髪と翼が特徴で、ドラゴン族と推測されている。
主人公と同じく記憶喪失で、幼児退行をしているため、美食殿の保護下にある。
第2部第3章から記憶は失ったままであるが、本来の人格を取り戻し、クールで落ち着いた口調となった。だが幼児退行した際の癖のようなものは残っており、ふとした折に幼い口調が漏れてしまう。
なお、ドラゴンズネストのギルドストーリー第3話のラストシーンにて、彼女と思わしきドラゴン族の少女が間接的に登場している。
2021年2月15日、サービス開始3周年を記念する形でプレイアブルユニット化した。
現実世界では、期待の新鋭として将来を有望視されているフィギュアスケートのジュニア部門の選手で、学校行事の一環としてフィギュアスケートの大会を見学した後、偶然にぶつかったのがきっかけで知り合いになる。

### トゥインクルウィッシュ
繰り返し同じ夢を見ていた3人が出会い、ランドソルの上空に浮かぶソルの塔の頂上への到達を目指して結成したギルド。主人公も所属している。『無印』で主人公が所属していたパーティーメンバーで構成されている。
ヒヨリ / 春咲 ひより（はるさき ひより）
声 - 東山奈央
人助けのために依頼をこなす冒険者で、トゥインクルウィッシュのギルドマスターになる。
現実世界ではチアリーディング部に所属している。主人公とは通っている学校は違うが、彼のことを先輩と呼んでいる。
口癖は「困った時はお互いさまさま」。
ユイ / 草野 優衣（くさの ゆい）
声 - 種田梨沙
ギルドメンバーである魔法使いで、回復魔法を中心とした仲間のサポートを得意とする。メインストーリーの冒頭で、魔物達に追われているところを、居合わせた主人公達に助けられる。第2部ではキーパーソンキャラとしてよりメインに描かれている。
現実世界では主人公の通う高校のクラスメイト。
レイ / 士条 怜（しじょう れい）
声 - 早見沙織
夢に導かれてソルの塔を目指す剣士。ふとしたきっかけで、主人公の剣技を指南することになった。
まじめな性格をしている。洞察力が高く、第1部終盤ではわずかな情報から異変の黒幕を突き止めた。

### ラビリンス
世界の謎を探求している秘密結社。
ラビリスタ / 模索路 晶（もさくじ あきら）
声 - 沢城みゆき
ギルドマスターで、迷宮女王（クイーンラビリンス）の異名を持つ「七冠」でもある。普段は現実世界でもクレープ店を経営している。とある事情でアストルムには出てこれず、ギルドをシズルとリノに任せきりにしていた。
2020年8月13日の2.5周年直前生放送で、プレイアブルキャラとして登場することが発表され、同月31日に「プリンセスフェス」限定キャラとしてプレイアブル化された。
シズル / 星野 静流（ほしの しずる）
声 - 生天目仁美
主人公の姉を自称しており現実世界でも過剰に世話を焼いたりする。普段はクレープ店をしている。
イベントストーリー『魔法少女　2人はミスティ&ピュアリー』にてアンチビーストの闇の影響で「闇のお姉ちゃん」と化す。その後紆余曲折あり『魔法少女外伝　マジカル☆ノワールズ！』にてモーラに力を授かり「闇の魔法少女　シズル・ノワール」となる。
リノ / 衣之咲 璃乃（いのさき りの）
声 - 阿澄佳奈
ギルドメンバーで、主人公の妹を自称している。よく標語や四字熟語を(使い方は正しいが)言い間違えるなど、そそっかしい性格をしている。
一方でイベントストーリー『不思議の国のリノ　小さなアリスと希望の絵本』では救世主として活躍したり、『メリープリンクリスマス！　空舞う少女とまごころのお菓子』では主人公達に協力するなど過激なシズルに比べ、良識的な部分はある。

### カルミナ
ソロアイドルだったノゾミが結成した「歌って踊って戦うアイドル」ギルドであり、ライブなどの興行を主な活動としている。また、第1部の後半では、クリスティーナがプロデューサーとしてギルドに同行している。
ノゾミ / 桜井 望（さくらい のぞみ）
声 - 日笠陽子
ギルドマスター。現実世界でもアイドルをしており人気がある。自分を一人の女の子として助けてくれた主人公に好意を寄せている。スタイルは良いが太りやすい体質に悩んでいるらしい。
チカ / 三角 千歌（みすみ ちか）
声 - 福原綾香
ギルドメンバー。歌を歌うのが好きでその才能を見込まれ、ノゾミにスカウトされた。唱喚術の使い手でもあり、小型の精霊を連れており、ライブ会場で販売されているサイリウムはこの術で作られている。
ツムギ / 繭宮 つむぎ（まゆみや つむぎ）
声 - 木戸衣吹
裁縫を得意としており、見ただけで女の子のスリーサイズを見抜いたり、糸で相手を縛り上げる特技を持つ。衣装作りが得意でカルミナの衣装も彼女が作ったもの。レイに過剰に入れ込んでおり彼女に近づく主人公を一方的に敵視しているが関わっていくうちに憎からずも。現実世界ではレイ（士条怜）の通う学校の中等部に通う後輩。

### リトルリリカル
仲良し3人組による非公認のギルド（アニメでは年齢制限により非公認）。ギルドごっこをしながらただ遊ぶことを目的としており、記憶喪失になった主人公の教育係という名目で彼の所に遊びにくる。
ミミ / 茜 ミミ（あかね ミミ）
声 - 日高里菜
ギルドマスター。最年長ながらギルド内で最も行動が幼く、プチグリフォンを手懐けている。主人公を兄のように慕っている。
ミソギ / 穂高 みそぎ（ほだか みそぎ）
声 - 諸星すみれ
ギルドメンバー。悪戯好きで大の大人も手に負えない爆弾魔で悪戯と爆弾好きは父親の影響らしい。一方で仲間想いな部分もある。
キョウカ / 氷川 鏡華（ひかわ きょうか）
声 - 小倉唯
ギルドメンバー。最年少だがしっかりとした性格で、他の2人から頼りにされている。ピーマンを苦手としており、キャラクターストーリーではそれを克服しようとして特訓する様子が描かれている。主人公を変態と見なし、警戒している。

### フォレスティエ
エルフの森を管理・守護することを目的とする歴史の長いギルド。
ミサト / 愛川 美里（あいかわ みさと）
声 - 國府田マリ子
ギルドマスターを務めるエルフたちの教育者で、おっとりとした心優しい性格をしている。現実世界でも同様。聖テレサ学院の共学化に伴う先行交流の試みが行われた際、アオイを編入生徒として推薦する。また、ビーチベースボール部のコーチに就いたこともある。

アオイ / 双葉 碧（ふたば あおい）
声 - 花澤香菜
森に住まうエルフ。友達を作りたいと強く望む一方、人と話すことが苦手であり、なかなか切り出せずにいる。いつも森の中で自作のブリキ人形「だいじょぶマイフレンドくん」と一緒に話し、友達を作る練習をしている。その過程で主人公とBB団（バイバイぼっち団）を結成する。聖テレサ学院の共学化に伴う先行交流のイベントでなかよし部の面々と交流、友好を深めていく。

ハツネ / 柏崎 初音（かしわざき はつね）
声 - 大橋彩香
シオリの実の姉。高度な魔法に加え、空中浮揚をはじめとする超能力を扱うことができる。ただし、超能力を使用した場合は、反動ですぐ眠ってしまう。主人公以外の者にはこのことを隠している。

### 悪魔偽王国軍（ディアボロス）
魔族の少女らによって結成されたギルド。名前はイリヤがかつて神々相手に闘争を繰り広げた際に率いていた軍の名前から流用されている。
イリヤ・オーンスタイン / イリヤ
声 - 丹下桜
ギルドマスター。水晶のような物体に封印されていた古より生きる伝説の吸血鬼。普段は子供の姿をしているが、主人公に触れられたり、魔力が戻ると一時的に大人の姿に戻る。現実世界でも子供の姿だがこちらも力を失ったせいであるらしい。
ヨリ / 風宮 より（かぜみや より）
声 - 原紗友里
アカリの双子の姉。アカリと違い、人見知りで素直になれない性格で主人公にお礼を言えずにいる。ゲームが好きでリンと新発売のゲームで対戦したりすることもあり興味が合えば多少は会話に困らない様子。
イベントストーリー『ハッピー♡チェンジ・エンジェルズ』にて天使の力を授かり、以後はツインエンジェルズとして妹のアカリと共に町の平和と幸せのために尽力している。
アカリ / 風宮 あかり（かぜみや あかり）
声 - 浅倉杏美
ヨリの双子の妹。誘うような可愛い仕草を取ることが多く、きわどい言葉をよく口にする。父親の影響でサックスを習っている。自身を世界一可愛いと称しながらも姉のヨリも同じぐらい可愛いと溺愛している。
イベントストーリー『ハッピー♡チェンジ・エンジェルズ』にて天使の力を授かり、以後はツインエンジェルズとして姉のヨリと共に町の平和と幸せのために尽力している。
シノブ / 上喜 しのぶ（かみき しのぶ）
声 - 大坪由佳
占いが得意な少女。ドクロの形をした父親の幽霊（声 - 小山剛志）が常に一緒にいる。問題ばかり起こす父に頭を悩ませているが実はかなりのファザコン。
ミヤコ / 出雲 宮子（いずも みやこ）
声 - 雨宮天
プリン好きな幽霊の少女。その出自の為か現実世界においてもアメスにも正体のわからない存在となっている。良くも悪くも自分に正直な性格で他人に憑りつくことができる。
競走馬として活躍していたプリンニシテヤルノの命名の由来ともなっている。

### プリンセスナイト 王宮騎士団（NIGHTMARE）
ランドソルの王族（王宮）直轄のギルド の一つ。王宮に対する忠誠心が堕ちているだけでなく内部分裂まで起こしており、ゴロツキの吹き溜まりに近い状態まで落ちぶれているとまで称されている。
ジュン / 白銀 純（しろがね じゅん）
声 - 川澄綾子
「王宮騎士団」の団長（ギルドマスター）で、平時は王宮の門番として働いている。生真面目で正義感が強く気心許した相手には親しげに話す一面もある。常に重厚な鎧を纏い、なかなか素顔を見せない。現実世界では着ぐるみの仕事をしており、「トラタイガー」という変身もののコスプレやお面を被ることが多い。
クリス / クリスティーナ・モーガン
声 - たかはし智秋
「王宮騎士団」の副団長。誓約女君（レジーナゲッシュ）の異名を持つ七冠の一人だがその記憶を失っており、本作においては主に二つ名として用いられる。好戦的だが、義理堅い一面もある。
ユースティアナ（覇瞳皇帝）に命を狙われたことをきっかけに反逆して投獄されていたところを救われ、以後はラビリンスに同行している。またカルミナのプロデューサーに就任したこともある。
トモ / 御久間 智（みくま とも）
声 - 茅原実里
大人びいた容姿をしており、よく年上の主人公をからかっている。実家は御久間流剣術の道場。
イベントストーリー『魔法少女　2人はミスティ&ピュアリー』にて登場したミスティ・カスミとピュアリー・シオリに憧れを抱いていたことで『魔法提督　ラブリー☆モニカ』にてモーラに4人目の魔法少女として選ばれ「魔法剣士　シャイニー・トモ」となる。

マツリ / 織原 茉莉（おりはら まつり）
声 - 下田麻美
ヒーローごっこが好きでヒーローに憧れ、「王宮騎士団」に入団した。いつもトモから子供扱いをされている。獣人族だが本人はそのことを隠している。憧れはトラタイガー。

### プリンセスナイト サレンディア救護院
サレンが「人の役に立つことがしたい」と思い、王宮騎士団から独立して結成されたギルド。孤児院経営が主な活動であるが、結成事情もあり資金繰りが苦しく、それ以外の商売も手広く行なっている。
サレン / 佐々木 咲恋（ささき されん）
声 - 堀江由衣
ギルドマスターで、かつては『王宮騎士団』の副団長を務めていた。子供好きな為、孤児院の子供たちからは「ママ・サレン」と呼ばれる。アキノとは旧知の仲で、商売においてたびたび顔を合わせる。
現実世界でもお嬢様である。主人公とは幼馴染であり、人間関係がリセットされているアストルム内でも互いが幼馴染と思い出すなど少々特異な部分がある。
スズメ / 天野 すずめ（あまの すずめ）
声 - 悠木碧
サレンに仕えるメイドで、主人公とコッコロとは二人がランドソルに引っ越してきたばかりの時から顔を合わせている。よく転ぶなどドジな性格で本人もこのことを悩んでいる。現実世界でもサレンの家に仕えるメイド。
アヤネ / 北条 綾音（ほうじょう あやね）
声 - 芹澤優
しゃべる熊の武器「ぷうきち」を持つ。天真爛漫な性格で主人公を「お兄ちゃん」と呼んでいる。現実世界でも熊のぬいぐるみ「ぷうきち」を持っておりほとんど自分で会話しない。
クルミ / 栗林 くるみ（くりばやし くるみ）
声 - 植田佳奈
泣き虫で恥ずかしがり屋。演劇で他人に成りきるのが得意。両親は「ロスト」と呼ばれる現象により消息不明となっている。

### 動物苑 自警団（カォン）
獣人たちの互助組織「動物苑」系のギルドで、主に獣人たちの居住区の警備を担っている。
マホ / 姫宮 真歩（ひめみや まほ）
声 - 内田真礼
ギルドマスター。自称「マホマホ王国出身」のお姫様で、京都弁を話す。自分（お姫様）を救ってくれる王子様の物語に憧れており、主人公を「王子はん」と呼んでいる。クランには円卓の騎士の各登場人物の名前を付けた動物のぬいぐるみを大切に保管している。
現実世界では旧家の娘である。
カオリ / 喜屋武 香織（きゃん かおり）
声 - 高森奈津美
ギルドメンバーで、沖縄弁をしゃべる。気さくな性格で、敵対関係にあるギルドの関係者であっても、そのような感情を個人に対して見せないようにしている。踊りや空手を趣味としており、すぐに踊りだす癖がある。一方で羞恥心に欠けており、下着がはだけても気にしない。
マコト / 安芸 真琴（あき まこと）
声 - 小松未可子
ギルドメンバー。ユイ（草野優衣）の友人。普段は男勝りな態度をとるが、誰もいないところで女の子らしさを見せることがある。主人公とユイの仲を進展させようとするが、失敗することもある。
カスミ / 霧原 かすみ（きりはら かすみ）
声 - 水瀬いのり
探偵に憧れており、あらゆる事件を論理立てて考察し解き明かそうとする。冷静で洞察力に優れているが現実世界では主人公の後輩にあたり、内気な性格だったものの、ユイとマコトの縁で主人公たちと親しくなる。
2019年2月からプレイアブル化される。
イベントストーリー『魔法少女　2人はミスティ&ピュアリー』にてモーラに魔法少女に選ばれ以降街の平和を守る「魔法探偵　ミスティ・カスミ」となる。

### 動物苑 牧場（エリザベスパーク）
動物苑傘下のギルドで、ランドソル郊外にある山の上にある牧場を管理している。リンとシオリは同じく動物苑傘下の自警団から出向という扱いで牧場に所属している。
マヒル / 野戸 まひる（のと まひる）
声 - 新田恵海
ギルドマスターである人間の女性。訛り言葉が特徴的で温厚な性格をしている。頭に牛の被り物をしているため、時々獣人族と間違われる。お笑いが趣味であり、常日頃から会話にギャグ要素を混ぜながら話している。
リマ（駱馬） / リマ
声 - 徳井青空
リャマ。夢見る乙女だが特異な見た目故に魔物と間違われることが多いため、あまり人前には出てこない。のちに、ネネカの能力やメタモルアップルで一時的に獣人族の姿の人間の少女に変身できるようになった。現実世界では喋れないが人間の言葉を理解できる動物。
リン / 森近 鈴（もりちか りん）
声 - 小岩井ことり
ぐうたらな生活を送るマイペースな少女。ゲームが得意。あんパンやどんぐりが好物。いつもはめんどくさがり屋だが、牧場が危機に瀕した時には闘志を燃やす。
シオリ / 柏崎 栞（かしわざき しおり）
声 - 小清水亜美
種族は違うがハツネの実妹。病弱で、静養のため牧場に滞在する。現実世界でも病院で療養している。
イベントストーリー『魔法少女　2人はミスティ&ピュアリー』にてモーラに魔法少女に選出され「魔法狩人　ピュアリー・シオリ」となる。

### メルクリウス財団
莫大な資金を元手に様々な事業への融資や買収を行なっている商業ギルド。聖テレサ女学園にも出資している。また、裏であくどい儲けをする者たちに陰で制裁を加える「仕事人」のようなことも行っておりギルド設立の本来の目的はこちらの方でもある。
アキノ / 藤堂 秋乃（とうどう あきの）
声 - 松嵜麗
ギルドマスター。アストルムでも有数の大富豪の娘であり、現実世界でも同様のお嬢様。よく高笑いをしており、金遣いが荒く多少抜けている面はあるものの、ノブレスオブリージュを実践する。サレンとは旧友以上の知古。アストルムでのフルネームは、アキノ・ウィスタリア。
ユカリ / 綾瀬 ゆかり（あやせ ゆかり）
声 - 今井麻美
元聖騎士の女性で、財団の経理関係を担う。頼もしいところがある一方、経理以外が苦手で何かあると強くないのに麦しゅわ(ビール)を飲んでしまい、ポンコツになってしまう。美人だが彼氏がいないことを嘆いている。現実世界では酒好きのOL。

ミフユ / 大神 美冬（おおがみ みふゆ）
声 - 田所あずさ
ギルドメンバーであるドラゴンスレイヤー。効率と節約を重視しており、財団でもその感覚を生かして仕入れなどを値切る担当をしている。 現実世界は学生で、アストルムと同様倹約家である。また下の兄弟が多い。

タマキ / 宮坂 たまき（みやさか たまき）
声 - 沼倉愛美
ギルドメンバー。普段はたい焼き屋台を経営しており、ランドソルでよい評判を得ている。また、義理人情に厚い。 裏ではあくどい貴族などから金品を盗み出し、それを貧しい人々に分け与える義賊「ファントムキャッツ」として活動していた(ギルド正式加入後に足を洗う)。語尾に「にゃ」を付ける。
現実世界でもたい焼き屋をキッチンカーで出店している。

### トワイライトキャラバン
とある目的のために結成された何でも屋ギルド。ほとんどのメンバーが二つ名を持ち、「ランドソルで最も危険なギルド」との呼び声も高い。
ルカ / 大刀洗 流夏（たちあらい るか）
声 - 佐藤利奈
ギルドマスター。曲者ぞろいのギルドをまとめ上げる姉御肌の女性。釣りが趣味。現実世界で帆稀とは学生時代の同級生。
ミツキ / 宵ヶ浜 深月（よいがはま みつき）
声 - 三石琴乃
ギルドメンバーである闇医者で年長者でもある。普段は左目にあたる「隻眼（め）」を隠している。また、自分のことをおばさん扱いする者を嫌う。医師としては優秀だが相手を実験台にしようとする困った部分がある。
アンナ / 柊 杏奈（ひいらぎ あんな）
声 - 髙野麻美
自称「アンネローゼ・フォン・シュテッヒパルム」。中二病の性格を持つ少女。自分のことを「疾風のヘカーテ」、主人公のことを「閃光のシグルド」と呼び、「熾炎戦鬼煉獄血盟暗黒団」の団長をしている。何かとカッコつけようとするが一方で年相応な一面もある。
ナナカ / 丹野 七々香（たんの ななか）
声 - 佳村はるか
ギルドメンバー。「ぐうかわ魔法少女ナナカちゃん」を自称する魔法少女オタクでアンナとコンビを組むことが多い。口癖は「キタコレ」や「ござる」などの少し古めの印象がある言葉を発する。
エリコ / 倉石 恵理子（くらいし えりこ）
声 - 橋本ちなみ
ギルドメンバー。普段は花屋と用心棒で生計を立てているほか、趣味で錬金術を研究している。スペックこそ高いが手段を択ばない人物で、時には自分を犠牲にすることもいとわない。主人公の事を「運命の人」と信じており近づく者には容赦しない所謂ヤンデレキャラでシズルとは恋のライバル兼戦友である。

### ルーセント学院
ギルド管理協会によって運営されている教育機関。共学で、通学する生徒の年齢や種族は様々。所属生徒の学力低下が問題視され、廃校通告を出されてしまっている。
イオ / 支倉 伊緒（はせくら いお）
声 - 伊藤静
ギルドマスター。産休になった教師の代わりにルーセント学院に赴任した教師。学院を存続させるため、学力の劣るスズナとミサキをランドソルでトップの成績にすべく、勉強を教えることを決める。基本的に教師としても人としても善良な人物だがドジなところがあり、無意識に色仕掛けをしてしまう。
イベントストーリー『魔法少女外伝　マジカル☆ノワールズ！』にてアンチビーストの闇の影響を受け「闇のせんせー」となる。その後紆余曲折を経てモーラに力を授かり「闇の魔法少女　イオ・ノワール」となる。
スズナ / 美波 鈴奈（みなみ すずな）
声 - 上坂すみれ
ギルドメンバー。ランドソルで人気のファッションモデルでもある。コミュニケーション能力が高い反面、計算をはじめとする勉強は不得意であり、主人公のことを「秀才（しゅうさい）」と呼ぼうとして「ヒデサイ」と間違えて呼ぶ。
ミサキ / 玉泉 美咲（たまいずみ みさき）
声 - 久野美咲
ギルドメンバー。大人のレディであることを自称しており、子供扱いされるのが嫌い。戦闘時に使用ふる杖のことを「アイちゃん」と呼んでおり生き物として扱っているはずだが、その扱いはいささか粗末である。

### ヴァイスフリューゲル ランドソル支部
モニカをギルドマスターとして結成されたギルド。
モニカ / モニカ・ヴァイスヴィント
声 - 辻あゆみ
ギルドマスターで、 『神撃のバハムート』からのゲストキャラクター。個性的なギルドメンバーに手を焼きながらも見捨てず面倒を見ている。背が低いため、子供と間違われるのが悩み。
イベントストーリー『魔法提督　ラブリー☆モニカ』にてモーラに3人目の魔法少女に選出され「魔法提督　ラブリー・モニカ」となる。
ニノン / ニノン・ジュベール
声 - 佐藤聡美
トーゴク文化に憧れる少女。主人公のことを「ショーグン」と呼び親しんでいる。自称家来。わさびが苦手だが、通ぶって食べる。
クウカ / 遠見 空花（とおみ くうか）
声 - 長妻樹里
ギルドメンバー。妄想家にして、自他共に認める重度のマゾでもある。性的な物事について興奮してしまう傾向にある。一方で実際にされると赤面する一面もある。
イベントストーリー『魔法提督　ラブリー☆モニカ』にてアンチビーストの闇の影響で「闇のドM」と化す。その後紆余曲折を経て『魔法少女外伝　マジカル☆ノワールズ』にてモーラに力を授かり「闇の魔法少女　クウカ・ノワール」となる。
ユキ / 虹村 雪（にじむら ゆき）
声 - 大空直美
ギルドメンバーで、自分の美貌に絶対の自信を持っているナルシシスト。 アストルムの容姿が故にトラブルも絶えない。
アストルムではかわいらしい少女の姿をしているが、現実世界では男の娘である。
アユミ / 石橋 あゆみ（いしばし あゆみ）
声 - 大関英里
恥ずかしがり屋でいつも遠くから主人公を監視するように眺めているが、本人は決してストーカーではないと言い張っている。何故か影が薄く誰からも気づかれない能力を持っている。

### 聖テレサ女学院（なかよし部）
2019年8月31日のイベント「森の臆病者（ぼっち）と聖なる学舎の異端児（リセエンヌ）!」で実装されたギルドで、キャラクター設定やシナリオは王雀孫が担当している。
奨学金の取得を目的に結成されたギルド。
ユニ / 真行寺 由仁（しんぎょうじ ゆに）
声 - 小原好美
ギルドマスター。「象牙の塔」と呼ばれる、旧校舎の一室で研究に明け暮れている最上級生で、学院の教師から「博士」と呼ばれている。万物の知識に明るい反面、色恋と他人との交流だけはかなり疎い。
その一方で、非常に幼い見た目をしている。また、ギルド名になかよし部の面々に一度却下された「ユニちゃんズ」をことある毎にねじ込もうとする。
個別ストーリーでは自力で世界の矛盾に気づき、それを論文にまとめて発表しようとするが、何者かによる認識阻害を受けてしまう。

チエル / 風間 ちえる（かざま ちえる）
声 - 佐倉綾音
ギルドメンバーである一年生。あらゆることに精通しており学業成績も良く天才肌な一方、「ちぇる～ん」などの独特の挨拶をする。また、社交的な一面もあり、学内だけでなくルーセント学院とも交流がある。
実はかなりの現実主義者で、ぶりっ子している時の一人称は「チエル(ちえる)」だが、素を出す場面では「私」になり普通に喋り、容赦の無いツッコミや毒舌を入れることも多い。また、かなりのアイドルマニアで「カルミナすこすこ侍」としての隠密行動も取っている。(が、ノゾミには秒でバレている)

クロエ / 黒江 花子（くろえ はなこ）
声 - 種﨑敦美
ギルドメンバーである二年生。基本的に面倒くさがりでぶっきらぼうだが、根は優しくとても面倒見が良い。
抑揚のない喋り方をするほか、「ぷー」と音を立てながら息を吐くのが癖で、驚いた時には年相応の可愛らしい悲鳴を上げたりもする。唯一制服を着崩しており、学内からは「不良」と認識されつつも、一部の生徒からは逆に憧れの念を向けられてもいる。家計が苦しく、病気の母親の代わりに弟たちの面倒を見るために校則で禁止されているアルバイトで生計を立てている。また、裏世界にも通じており、ナイフを使った護身術にも心得がある。

### ドラゴンズネスト
2019年10月31日のイベント「ドラゴンエクスプローラーズ」で実装されたギルド。カヤとイノリはメインストーリー第12章から先行して登場している。
全員がドラゴン族であり、同胞を探している。ギルドであると同時に、裏稼業としてギャングでもある。理由は不明だがドラゴン族は上述の認識阻害が効き辛いようで、3人とも世界の矛盾に気が付いている。
カヤ / 鬼道 嘉夜（きどう かや）
声 - 小市眞琴
喧嘩の代行業を行う少女。周囲が引き起こす厄介ごとを楽しむ豪快な性格。実は現実世界では空手をすることができない。
現実世界では春咲ひより（ヒヨリ）の同級生で、鬼道大吾（ダイゴ）の実妹。
イノリ / 一ノ瀬 祈梨（いちのせ いのり）
声 - 藤田茜
ドラゴンズネストのメンバー。幹部を自称しているが、実際には下っ端。自身を扱き使っているホマレに不満を持ち、いつか下剋上するを夢見ている。不幸体質でビッグマウスな割に小心者だが情に厚い一面もある。
2020年6月17日にプレイアブル化。
ホマレ / 遠野 帆稀 （とおの ほまれ）
声 - 大西沙織
ギルドマスターであり、ギャングのボスや漫画家をしている。常に笑みを絶やさないが、底の知れない女性。「龍眼」という特殊能力を持っている。ラーゴというドラゴンの姿をした生物が傍らにいる。
なおイノリのキャラストーリーにて、「ニヤニヤおばさん」という彼女と関係があると思わしき人物が間接的に登場している。「竜胆ほうき」は彼女のペンネームである。
2021年10月31日にプリンセスフェス限定キャラクターとしてプレイアブル化された。

### 覇瞳皇帝とその関係者
カイザーインサイト / 千里 真那（せんり まな）
声 - 蒼井翔太
覇瞳皇帝（カイザーインサイト）の異名を持つ七冠の一人で、嘗てペコリーヌ（ユースティアナ）からその名前と立場を奪い、国を統べる王として君臨していた。キャルに主人公とペコリーヌの監視を命じた張本人で、本作における一連の事件に深い関わりを持つ。ちなみに、幻境竜后（ビジョンズエンプレス）の大量破壊魔法なる「灼熱黙示録晄（アポカリプス・レイ）」や「龍星落墜破（ドラゴニック・メテオ・フォール）」まで使いこなせた。
2022年11月15日にて「エクストラキャラ」としてプレイアブル化。
オクトー / 尾狗刀 詠斗（おくとう えいと）
声 - 子安武人
覇瞳皇帝の命を受け行動する青年。前作ではムイミ（ノウェム）と行動を共にしていたが、本作ではその記憶を忘れており、敵対関係にある。
クリスティーナ投獄後はその後任という形で王宮騎士団の副団長となっている。
自身の記憶に違和感があることに自力で気付き洗脳魔法を解除、それによりムイミを始めとする記憶の一部を取り戻した。以降は秘密裏に覇瞳皇帝の裏をかく行動をとり、最終決戦では主人公たちに加勢しムイミとも共闘した。

### レイジ・レギオン
第2部から登場するギルド。メンバーそれぞれが願いを持っており、それを叶えるために行動しているがエリスの出現とミソラの離脱により崩壊寸前までいった。
ゼーン / 阿賀斗 善（あがと ぜん）
声 - 古川慎
ギルドマスター。高い戦闘力を持ち、主人公と同じく記憶を失っている寡黙な人物。
実は現実ではシェフィの兄にあたる。
カリザ / 狩崎 座太郎（かりざき ざたろう）
声 - 岡咲美保
モンスターを操る能力を持つ少年。口が悪く小生意気な性格で誰よりも好戦的で高圧な態度を取った。
ランファ / 卯ノ花 蘭（うのはな らん）
声 - 原田彩楓
陰気だが争いを好まない温厚な性格で他人と話すのが苦手。歌を歌うことがとても上手く、その歌声からドラゴンを生み出すことも出来る。
2022年2月28日にプリンセスフェス限定キャラクターとしてプレイアブル化された。
ミソラ / 流 魅空（ながれ みそら）
声 - 鬼頭明里
表向きは明るく人をからかうような口調でそれを示すかのように語尾には「★」を付けることが多く、ギルド内ではムードメーカー的存在となっているが掴み所がなく、自身の本心を隠している。実はエリスに送り込まれたスパイで影でレイジ・レギオンを操り、第2部 第9章にてレイジレギオンの脱退を表明している。
2023年2月28日にプリンセスフェス限定キャラクターとしてプレイアブル化された。
アゾールド / アゾールド・ワイズマン
声 - こぶしのぶゆき
メンバーの中では年長者で実は娘がいた為、メンバーの父親代わりをしている。ミソラの企みを誰よりも気づいていた。かなりの美食家であり、何よりも食事の邪魔をされることを嫌う。万能人形の使い手。
ネア / 志木場 寝亜 （しきば ねあ）
声 - 和氣あず未
当初はキイロという名前のスライムとしてカリザと行動していたキャラクター。本来は褐色のギャルのような人物。大の年下の男の子が大好きなショタコンで特にカリザがお気に入りで彼にいたずらをするのが何よりも楽しみ。
エリス / もう 一人の 草野 優衣（くさの ゆい）改め 紫苑 エリ （しおん エリ）
声 - 桑島法子
ミソラに指示し、主人公を狙う女性。その正体は覇瞳皇帝がユイの願いを妨害したことで生まれたユイのアバターのコピー。ミネルβの能力を取り込んでいて圧倒的な力を持つ。

### アルターメイデン
第3部から登場するギルド。新米冒険者で目的は「世界の裏側」に向かうこと。
リリ / 徳川 莉々（とくがわ りり）
声 - 鈴木みのり
ギルドマスター。清楚で真面目で、大和撫子や深窓の令嬢といったような性格。
クリア / 久央 りあ（くおう りあ）
声 - 前田佳織里
天使、あるいは聖女のように例えられる少女。実際には一般的な感性持つ普通の少女だが、周りからは無垢で高潔な存在と思われている。
プレシア/ プレシア・ワイズマン
声 - 高尾奏音
豚の獣人。天才的な魔法のセンスを持つが、幼さから使いこなせていない。

### バンディ・シスターズ
第3部から登場する盗賊ギルド。
ヤマト / 蛮出井 倭（ばんでい やまと）
声 - ファイルーズあい
バンディ・シスターズの長女。卓越した観察眼と剣技を兼ね揃える三姉妹のまとめ役。
ワカナ / 蛮出井 若菜（ばんでい わかな）
声 - 石見舞菜香
バンディ・シスターズの次女。家庭的な少女だが苛烈な長女やワガママな三女に挟まれて常に被害を被っている。
フブキ / 蛮出井 布武機（ばんでい ふぶき）
声 - 花井美春
バンディ・シスターズの三女。白イタチの獣人族で高度なアイテムを自在に開発する天才少女。

### アルケス錬金堂
第3部から登場する錬金術ギルド。
ルイズマリー
声 - 鈴代紗弓
むっつりスケベなチョロイン錬金術師。
ソノ
声 - 井上ほの花
身体は子供、頭脳は大人の錬金堂店主。
イロハ

### その他の登場人物

#### アストルムの関係者
無印から引き続いて登場するキャラクター、もしくはアストルムに関係があるキャラクターたち。
アメス
声 - 相坂優歌（ゲーム版・テレビアニメ版第2期） / 高橋李依（テレビアニメ版第1期）
主人公にコッコロを託した人物。物語においては閑話毎に登場しており、狂言回しに相当するキャラクターである。
力を取り戻しきれておらず、主人公達の夢の中に現れることしかできない。
その言動やネビアの発言から、前作で主人公のナビゲート妖精だったフィオと同一人物であることが明かされた。
女神アメスの元となるプレイヤーは、幸雨 澄花(ゆきさめ すみか)。
ムイミ / 園上 矛衣未（そのうえ むいみ）
声 - 潘めぐみ
無印に登場したノウェムと同一人物だが、『Re:Dive』では「ムイミ」と呼ばれている。
主人公たちが失っている無印の記憶を覚えており、そのため多くの組織・ギルドからその身を追われている。その関係からか『無印』時と比べると落ち着きがあるものの、肝心な所で頭が回らないのは相変わらず。伝説の剣天楼覇断剣に酷似しているラビリスタの作成した代用品を、現在は持ち強力無比の攻撃力を奮う。
サービス開始時はNPCだったが、2019年2月にサービス開始1周年を機にプレイアブル化した。
ラジクマール・ラジニカーント
声 - 杉山紀彰
跳躍王（キングリープ）の異名を持つ七冠の一人だが、記憶を失っている。あだ名は前作同様ラジラジ。
実力は健在で、要所で主人公たちをサポートする。記憶喪失の影響か、無印での彼やミネルヴァがアカウントを使用していた時とは打って変わり紳士然とした性格になっており、その変化を真那も指摘している。
ラビリスタのキャラクターストーリーでは現実世界のラジラジが登場しており、アストルム内でアカウントを使用している人物については謎に包まれている。なお、ムイミは前作のこともあり、ミネルヴァの残滓が残っているのではと推測しているが、詳細は不明。
ダイゴ / 鬼道 大吾（きどう だいご）
声 - 中井和哉
牢獄に囚われていた男。クリスティーナ脱獄の際に一緒に救出され、以後はラビリンスに同行する。無印での記憶は失っているが、ヒヨリが名前を間違えた時にツッコミを入れるなど、無意識に憶えている様子を見せている。
ネネカ / 現士実 似々花（うつしみ ねねか）
声 - 井口裕香
変貌大妃（メタモルレグナント）の異名を持つ七冠の一人。変身能力を持ち、箱や獣人など自由に変化できる。
真那により囚われの身となっていたが、主人公らにより救出される。前作での記憶は部分的にしか憶えていないと語るが、その一部には無印での野心も含まれているため、主人公たちに協力する傍ら自身の野心の為にも行動している。
2019年8月にプレイアブル化された。個別エピソードでは、囚われの身となる前に主人公と接触し、機能回復の手助けをしていたことが明かされる。なお彼女の夢の世界（現実世界）は、アメスではなくネネカ自身が主人公に見せる。
マサキ / 狂真咲 真軌（くるまざき まさき）
声 - 井上剛
ネネカのプリンセスナイトにして付き従う騎士。ネネカ救出のため、ラビリンスに同行する。
ミネルβ
声 - 大関英里
アリーナを管理する謎の存在。
カリン / 観崎 佳凛（かんざき かりん）
声 - 洲崎綾
ギルド管理協会の職員。ギルドハウス管理を行っているメイドで、ガチャに関わる演出にも登場する。
「美食殿」のギルドハウスにやってきてはいわくつきのクエスト案件を受注させてくる（理由として、「美食殿」の食べ歩きという目的だけではギルドを公認するのが難しいためとのこと）ことから、キャルから「クソメガネ」と呼ばれ、敵視されている。
2021年10月19日にて「エクストラキャラ」としてプレイアブル化を果たす。
ネビア
声 - 相坂優歌
ギルドハウス3階に囚われていたいたずら好きな妖精でフィオの妹にあたる。前作の記憶を保持している。
エルフィリア・タレル・ダール・ゾラ / 棗 宙（なつめ そら）
声 - 井上和彦 / 山内健嗣（NPCアバター）
嚮導老君（グレートガイダンス）の異名を持つ七冠の一人にして、コッコロこと棗こころの実父。「長老」の渾名は彼が七冠の最年長メンバーであることが由来。
アストルムやミネルヴァの開発者でもあるが、本人は年齢やゲームに興味が無い性格の為、こころが彼の代理としてアストルムをプレイすることとなった。
なおアストルム内にはコッコロの父親としてエルフ族の長老が登場しているが、こちらは彼の人格を忠実に再現したNPCであり本人ではない。
幻境竜后(ヴィジョンズエンプレス)
七冠の1人。ミネルβのモデルとなったアバターを使う

#### 第2部の登場人物
ゴウシン
声 - 木内秀信
貴族であり、議会の議長を務める。
クレジッタ・キャッシュ / クレア・ボヤンシア
声 - Lynn
ギルド「リッチモンド商工会」のギルドマスター。ペコリーヌに忠誠を誓い、覇瞳皇帝によって被害を受けた王都の復興事業に尽力している。
2021年9月18日に限定キャラとして実装された。

#### 第3部の登場人物
クローチェ / 九郎 千恵（くろう ちえ）
声 - 長谷川育美
裏世界ジオ・テオゴニアの住人。機械人族(オートマトン)の少女。 ライラエルの守護騎士を務めている。
ライラエル / 祓樹 える（ばらき える）
声 - 河瀬茉希
裏世界ジオ・テオゴニアの「キャッスル・オブ・パルフェ」のプリンセス。ペコリーヌと同じく王家の装備を使い戦闘を行うが、「傲慢モード」なるため今まで避けていた。
リンド / 燐人(りんど)
声 - 豊田萌絵
ライラエルに仕える、ドラゴン族の双子の姉。
ヴルム / 撫瑠無（ぶるむ）
声 - 関根明良
ライラエルに仕える、ドラゴン族の双子の妹。
ヴォルガーノ
声 - 白石稔
猫妖精(ケットシー)を称する大柄な戦士。「キャッスル・オブ・パルフェ」の門番を務めており、戦闘力はかなりのもの。
オニギリちゃん
「ふぁんふぁんファーム」で出会った大型の動物。とてつもないスタミナとパワー持っていて移動する拠点の牽引役になる。
ハッピーちゃん
「ふぁんふぁんファーム」で出会った羽根つき子豚。懐いてついてきたのでプレシアが面倒を見る。
クルル / 卯中 枢（うなか くるる）
声 - 田中美海
ジオ・テオゴニアの住人。宝石兎族(カーバンクル)の少女。
アネモネ / 一華 ぼたん（いちげ ぼたん）
声 - 立花日菜
ジオ・ゲヘナの住人でネフィ＝ネラの守護騎士。アルラウネの妖魔人(モンストレス)。
ネフィ＝ネラ / 禰羅（ねら）
声 - 大久保瑠美
ジオ・ゲヘナのプリンセス。スライムの妖魔人(モンストレス)。ネアの姉妹で姉。
ホウオウ
声 - 篠田みなみ
ジオ・ゲヘナに君臨していた『六凶』の一柱、カレイドフェニックスの転生体。
カノン
声 - 幸村恵理
ジオ・ゲヘナの住人で“元”貴族令嬢。マンティコアの妖魔人(モンストレス)。
ナーナ
声 - 黒沢ともよ
ジオ・ゲヘナの住人でネフィ＝ネラに仕える兵士の一人。アルミラージの妖魔人(モンストレス)。
ヴァイオレット
声 - 長縄まりあ
ジオ・ニヴルヘイムのプリンセス。
グレイス
声 - 富田美憂
ヴァイオレットの守護騎士。
プレイアブル化はしているが、ギルドハウスには登場しない。

### 他作品とのコラボキャラクター
ここでは他作品とのコラボキャラクターのうち、メインストーリーに関わらないゲストキャラクターについて記載する。
| 名前       | 担当声優     | 出典                                                     |
| ---------- | ------------ | -------------------------------------------------------- |
| ジータ     | 金元寿子     | グランブルーファンタジー                                 |
| ビカラ     | 種﨑敦美     | グランブルーファンタジー                                 |
| アリサ     | 優木かな     | Shadowverse                                              |
| ルナ       | 小倉唯       | Shadowverse                                              |
| メデューサ | 水橋かおり   | Shadowverse                                              |
| アン       | 日笠陽子     | マナリアフレンズ                                         |
| グレア     | 福原綾香     | マナリアフレンズ                                         |
| ルゥ       | こやまきみこ | マナリアフレンズ                                         |
| ヴァンピィ | 釘宮理恵     | 神撃のバハムート                                         |
| エミリア   | 高橋李依     | Re:ゼロから始める異世界生活                              |
| レム       | 水瀬いのり   | Re:ゼロから始める異世界生活                              |
| ラム       | 村川梨衣     | Re:ゼロから始める異世界生活                              |
| エキドナ   | 坂本真綾     | Re:ゼロから始める異世界生活                              |
| ウヅキ     | 大橋彩香     | アイドルマスター シンデレラガールズ スターライトステージ |
| ミオ       | 原紗友里     | アイドルマスター シンデレラガールズ スターライトステージ |
| リン       | 福原綾香     | アイドルマスター シンデレラガールズ スターライトステージ |
| 環奈       | 橋本環奈     | - ※簡体中国語版のみに実装                                |

| 名前                         | 担当声優   | 出典                                                     |
| ---------------------------- | ---------- | -------------------------------------------------------- |
| モーラ                       | 辻あゆみ   | 神撃のバハムート                                         |
| ベス                         | 犬山イヌコ | 神撃のバハムート                                         |
| ナツキ・スバル               | 小林裕介   | Re:ゼロから始める異世界生活                              |
| パック                       | 内山夕実   | Re:ゼロから始める異世界生活                              |
| ペテルギウス・ロマネコンティ | 松岡禎丞   | Re:ゼロから始める異世界生活                              |
| ぴにゃこら太                 | 大橋彩香   | アイドルマスター シンデレラガールズ スターライトステージ |
| うえきちゃん                 | -          | アイドルマスター シンデレラガールズ スターライトステージ |

## 主題歌
「Lost Princess」
ペコリーヌ（M・A・O）、コッコロ（伊藤美来）、キャル（立花理香）が歌う第1部オープニングテーマ。作詞はしほり、作曲は田中公平、編曲は根岸貴幸が担当。
第15章のエンディングテーマや後述のアニメ版のOPとしても使用された。
「Mirage Game」
ペコリーヌ（M・A・O）、コッコロ（伊藤美来）、キャル（立花理香）、ユイ（種田梨沙）、ヒヨリ（東山奈央）、レイ（早見沙織）、シェフィ（近藤玲奈）が歌う第2部オープニングテーマ。作詞はしほり、作曲は田中公平、編曲は東大路憲太が担当。
「Precious Journey」
ペコリーヌ（M・A・O）、コッコロ（伊藤美来）、キャル（立花理香）、リリ(鈴木みのり)、クリア(前田佳織里)、プレシア(高尾奏音)が歌う第3部オープニングテーマ。作詞はマイクスギヤマ、作曲・編曲は編曲は東大路憲太が担当。
「Connecting Happy!!」
ペコリーヌ（M・A・O）、コッコロ（伊藤美来）、キャル（立花理香）が歌う第1部エンディングテーマ。作詞は畑亜貴、作曲は高尾奏之介、編曲は奈良悠樹が担当。
「Absolute Secret」
キャル（立花理香）が歌う第1部第8章エンディングテーマ。作詞はcorochi（Cygames）、作曲・編曲は馬渕直純が担当。
「つなぐもの」
ユイ（種田梨沙）、ヒヨリ（東山奈央）、レイ（早見沙織）が歌う第1部第13章エンディングテーマ。作詞は利根川貴之、作曲は利根川貴之と坂和也、編曲はDr.Usui、坂和也＆Wicky.Recordingsが担当。
「Yes! Precious Harmony!」
ペコリーヌ（M・A・O）、コッコロ（伊藤美来）、キャル（立花理香）が歌う第2部エンディングテーマ。作詞・作曲は高尾奏之介、編曲は奈良悠樹が担当。
ラジオ『プリコネチャンネルRe:Dive』のオープニングテーマとしても使用されている。
16章のエンディングテーマで<オルゴールVer.>　シェフィ（近藤玲奈）に使用された。
「Crossing Truth」
ペコリーヌ（M・A・O）、コッコロ（伊藤美来）、キャル（立花理香）、シェフィ（近藤玲奈）が歌う第2部9章からのエンディングテーマ。作詞は磯谷佳江、作曲・編曲は中土智博が担当。
「茜色の寄り道」
ペコリーヌ（M・A・O）、コッコロ（伊藤美来）、キャル（立花理香）が歌う第3部エンディングテーマ。作詞は瀬名航、作曲・編曲は白戸佑輔が担当。

## ラジオ
『プリコネチャンネルRe:Dive』（プリコネチャンネル リダイブ）のタイトルで、響 - HiBiKi Radio Station -にて配信されている。パーソナリティはM・A・O（ペコリーヌ役）、伊藤美来（コッコロ役）、立花理香（キャル役）の3人。
プレ配信となる第0回が2017年7月6日に配信、同年7月27日から本放送が配信、毎週木曜日更新。
主題歌はパーソナリティの3人がキャラクター名義で歌っている。
- オープニングテーマ「Yes! Precious Harmony!」（作詞・作曲 - 高尾奏之介 / 編曲 - 奈良悠樹）
- エンディングテーマ「ひだまり」（作詞 - ミズノゲンキ / 作曲 - ヤナガワタカオ / 編曲 - 設楽哲也）

## 書籍
- 『プリンセスコネクト！Re:Dive公式攻略ファンブック』 宝島社、2018年3月17日発売[78]、ISBN 978-4-80-028237-8
- 『プリンセスコネクト！Re:Diveビジュアルファンブック』 Gzブレイン、2019年7月31日発売[79]、ISBN 978-4-04-733411-3
- 『プリンセスコネクト！Re:Dive 公式アートワークス』 KADOKAWA Game Linkage〈電撃の攻略本〉
  1. 2020年3月31日発売[80]、ISBN 978-4-04-912722-5
  2. 2020年7月10日発売[81]、ISBN 978-4-04-733456-4

## 漫画
プリコネ！ -PRINCESS CONNECT!-（プリコネ プリンセスコネクト）
サイコミにて公開。作画はヱシカ/ショーゴ、構成はかかし朝浩、原作表記はサイバーエージェント/Cygames。
前作『プリンセスコネクト！』のメインストーリーのおさらいを目的とした読切シリーズ。
プリンセスコネクト！Re:Dive
サイコミにて公開。作画はヱシカ/ショーゴ、構成はかかし朝浩、原作表記はサイバーエージェント/Cygames。単行本化されている。
1. 2018年3月30日発売、ISBN 978-4-06-509257-6
2. 2018年12月28日発売、ISBN 978-4-06-513346-0

## 音楽CD
タイトル、発売日、規格品番は、日本コロムビア公式サイト内『プリンセスコネクト！Re:Dive』Music Information Siteより。
キャラクターソングシリーズ「PRICONNE CHARACTER SONG」には限定盤にはBlu-ray「ANIMATION DISC」が付属している。
2024年11月27日に発売された「プリンセスコネクト！Re:Dive PRICONNE CHARACTER SONG 42」を最後に、このシリーズはCDの販売を休止し、デジタル配信のみとなっている。

## テレビCM
通常は美食殿のキャラクターが登場するが、まれにタレントを起用したCMが流れることもある。
- 出川哲朗（2019年・2020年）[86]
- かまいたち（2020年・2021年）[87]
- ハリウッドザコシショウ（2023年）[88]

## テレビアニメ
第1期は2020年4月から6月までTOKYO MXほかにて放送された。同年8月には第2期『プリンセスコネクト！Re:Dive Season 2』の制作が発表され、2022年1月から3月まで放送された。
美食殿を中心としたオリジナルストーリーが展開される。

### スタッフ
|                               | 第1期                                                      | 第2期                                                         |
| ----------------------------- | ---------------------------------------------------------- | ------------------------------------------------------------- |
| 原作                          | Cygames                                                    | Cygames                                                       |
| 監督                          | 金崎貴臣（第2期は総監督）                                  | 金崎貴臣（第2期は総監督）                                     |
| 監督                          | 春藤佳奈（助監）                                           | いわもとやすお                                                |
| シリーズ構成 音響監督         | 金崎貴臣                                                   | 金崎貴臣                                                      |
| キャラクターデザイン          | 栗田聡美、楊烈駿、野田康行                                 | 栗田聡美、楊烈駿、野田康行                                    |
| キャラクターデザイン          | -                                                          | 渡辺舞 小池智史（第10話 - ）                                  |
| 色彩設計                      | 手嶋明美                                                   | 合田沙織                                                      |
| プロップデザイン              | 橋本真樹                                                   | 橋本真樹                                                      |
| プロップデザイン              | 王仁旭                                                     | 岩永悦宜                                                      |
| 3DCGディレクター              | 中野祥典                                                   | 中野祥典                                                      |
| 美術監督                      | 池田真依子                                                 | 小木曽宣久                                                    |
| 美術設定                      | 成田偉保                                                   | 成田偉保                                                      |
| 美術設定                      | 橋本真樹、狭田修                                           | -                                                             |
| 撮影監督                      | 米澤寿                                                     | 米澤寿                                                        |
| 撮影監督                      | -                                                          | 柏木健太郎（第9話 - ）                                        |
| 編集                          | 木村佳史子                                                 | 木村佳史子                                                    |
| 音楽                          | 多田彰文、西木康智 西村真吾、東大路憲太 本田晃弘、白井友規 | 多田彰文、西木康智 西村真吾、東大路憲太 本田晃弘、白井友規    |
| 音楽                          | 伊藤翼、垣内隆太                                           | 千葉梓、久保早瑠菜 康貞蘭、加藤慶久 中村早織、伊禮完 長門千晴 |
| プロデューサー                | 守屋竜史、佐藤圭介、北澤史隆 大和田智之、柏谷智浩          | 守屋竜史、佐藤圭介、北澤史隆 大和田智之、柏谷智浩             |
| アニメーション プロデューサー | 鹿嶌舜                                                     | 上内健太                                                      |
| アニメーション制作            | CygamesPictures                                            | CygamesPictures                                               |
| 製作                          | アニメ「プリンセスコネクト！Re:Dive」 製作委員会           | アニメ「プリンセスコネクト！Re:Dive」 製作委員会              |

### 主題歌（アニメ）
オープニングテーマおよびエンディングテーマはペコリーヌ（M・A・O）、コッコロ（伊藤美来）、キャル（立花理香）が歌唱する楽曲が使用される。
「Lost Princess」
第1期・第2期オープニングテーマ。作詞はしほり、作曲は田中公平、編曲は根岸貴幸。歌詞が異なり、第1期が1番のパート・歌詞、第2期が2番のパート・歌詞を歌唱している。
「それでもともに歩いていく」
第1期エンディングテーマ。作詞・作曲・編曲は佐藤良成。
「Connecting Happy!!」
第1期第13話・第2期第12話エンディングテーマ。作詞は畑亜貴、作曲は高尾奏之介、編曲は奈良悠樹。
「旅立ちの季節」
第2期エンディングテーマ。作詞・作曲・編曲は佐藤良成。

### 各話リスト
| 話数   | サブタイトル                                                | 脚本     | 絵コンテ                                | 演出                                          | 作画監督 | 総作画監督                                    | 初放送日       |       |       |       |       |       |       |       |       |       |       |       |       |       |       |       |       |       |
| 第1期  | 第1期                                                       | 第1期    | 第1期                                   | 第1期                                         | 第1期 | 第1期                                         | 第1期          | 第1期 | 第1期 | 第1期 | 第1期 | 第1期 | 第1期 | 第1期 | 第1期 | 第1期 | 第1期 | 第1期 | 第1期 | 第1期 | 第1期 | 第1期 | 第1期 | 第1期 |
| ------ | ----------------------------------------------------------- | -------- | --------------------------------------- | --------------------------------------------- | --- | --------------------------------------------- | -------------- | ----- | ----- | ----- | ----- | ----- | ----- | ----- | ----- | ----- | ----- | ----- | ----- | ----- | ----- | ----- | ----- | ----- |
| Menu1  | 冒険の始まり 〜夕焼け空にきのこのソテー〜                   | 金崎貴臣 | 金崎貴臣                                | 春藤佳奈                                      | 齋藤香織 楊烈駿 加藤弘将 小澤円                                                                               | 重国勇二 野田康行 李明振 栗田聡美 吉田南      | 2020年 4月7日  |       |       |       |       |       |       |       |       |       |       |       |       |       |       |       |       |       |
| Menu2  | きまぐれ猫の悪戯 〜黄金色のポカポカおにぎり〜               | 金崎貴臣 | 金崎貴臣                                | 石川俊介                                      | 石動仁 池津寿恵 河村涼子 門智昭 二宮奈那子                                                                    | 李明振 吉田南 野田康行 谷口宏美               | 4月14日        |       |       |       |       |       |       |       |       |       |       |       |       |       |       |       |       |       |
| Menu3  | 美食のフロンティア 〜隠し味に天上の果実を添えて〜           | 金崎貴臣 | 金崎貴臣                                | 鈴木芳成                                      | 上野卓志 北島勇樹 菊池俊亮 吉岡佳宏 齋藤香織                                                                  | 重国勇二 野田康行 谷口元浩                    | 4月21日        |       |       |       |       |       |       |       |       |       |       |       |       |       |       |       |       |       |
| Menu4  | ようこそ美食殿 〜宵のとばりにビーフシチュー〜               | 金崎貴臣 | 金崎貴臣                                | 茉田哲明                                      | 宇良隆太 上野卓志 齋藤香織                                                                                    | 宇良隆太 野田康行 吉田南                      | 4月28日        |       |       |       |       |       |       |       |       |       |       |       |       |       |       |       |       |       |
| Menu5  | 愛情たっぷりポリッジ 〜トワイライトな運命をのせて〜         | 金崎貴臣 | 金崎貴臣                                | 平井義通                                      | 上野卓志 北島勇樹 齋藤香織 石動仁 池津寿恵 加藤弘将 松下純子                                                  | 重国勇二 李明振 野田康行                      | 5月5日         |       |       |       |       |       |       |       |       |       |       |       |       |       |       |       |       |       |
| Menu6  | 旅立ちの調べ 〜星空はスパイスの香り〜                       | 金崎貴臣 | 金崎貴臣                                | 久保太郎                                      | 武本大介 野道佳代 鶴田愛 清水勝祐 櫻井拓郎                                                                    | 楊烈駿 吉田南                                 | 5月12日        |       |       |       |       |       |       |       |       |       |       |       |       |       |       |       |       |       |
| Menu7  | 闇穿つ光 〜仲良し姉妹のマリアージュ〜                       | 金崎貴臣 | 金崎貴臣                                | いわもとやすお                                | 塚本智也 嵩元樹 相澤秀亮 河本零王 はっとりますみ 神田岳 宇良隆太 野田康行                                     | 重国勇二 李明振 野田康行 小池智史             | 5月19日        |       |       |       |       |       |       |       |       |       |       |       |       |       |       |       |       |       |
| Menu8  | リトルでリリカルなお子様ランチ 〜田園風玉子焼きセット〜     | 亀井博之 | 春藤佳奈                                | 飯田薫久                                      | 北島勇樹 染谷友梨花 大原大 池津寿恵 永井里奈 齋藤香織 佐伯番匠 海保仁美 山崎輝彦 菅原美智代 上野沙弥佳 畠山元 | 宇良隆太 吉田南 楊烈駿                        | 5月26日        |       |       |       |       |       |       |       |       |       |       |       |       |       |       |       |       |       |
| Menu9  | 美食のバカンス 〜磯の香りはテンタクル〜                     | 金崎貴臣 | 田頭しのぶ                              | 山本恭平                                      | 菊地淳亮 鎌田均 西川真人                                                                                      | 小池智史 楊烈駿 宇良隆太                      | 6月2日         |       |       |       |       |       |       |       |       |       |       |       |       |       |       |       |       |       |
| Menu10 | 常闇に集いし華 〜呪いのプディングなの〜                     | 金崎貴臣 | 金崎貴臣                                | 茉田哲明                                      | 上野卓志 河本零王 小川玖理周 寿門堂 菊池政芳 海保仁美 藤田真弓 山崎輝彦 菅原美智代 上野沙弥佳 宮野健 畠山元   | 宇良隆太 重国勇二                             | 6月9日         |       |       |       |       |       |       |       |       |       |       |       |       |       |       |       |       |       |
| Menu11 | 夕暮れマイホーム 〜サクサク探索ホットドッグ〜               | 金崎貴臣 | 平池芳正 春藤佳奈 金崎貴臣              | 鈴木芳成                                      | 北島勇樹 池津寿恵 石動仁 大原大 齋藤香織 本田剛士                                                             | 吉田南 楊烈駿 宇良隆太 小池智史 野田康行      | 6月16日        |       |       |       |       |       |       |       |       |       |       |       |       |       |       |       |       |       |
| Menu12 | きまぐれパティシエ自慢の一品 〜迷宮とクレープのメモリー〜   | 金崎貴臣 | 金崎貴臣                                | 吉田俊司                                      | 永井里奈 別所ゆうき 神田岳 斉藤香織 齊藤佳子 清水勝祐                                                         | 宇良隆太 小池智史                             | 6月23日        |       |       |       |       |       |       |       |       |       |       |       |       |       |       |       |       |       |
| Menu13 | ロストプリンセス 〜皆の笑顔を添えて〜                       | 金崎貴臣 | 金崎貴臣 春藤佳奈 平池芳正              | いわもとやすお                                | 宮崎輝 本田剛士 山本脩斗 倉谷亮太 北島勇樹 河本零王                                                           | 李明振 楊烈駿 吉田南 重国勇二 野田康行 TOMATO | 6月30日        |       |       |       |       |       |       |       |       |       |       |       |       |       |       |       |       |       |
| 第2期  |                                                             |          |                                         |                                               | |                                               |                |       |       |       |       |       |       |       |       |       |       |       |       |       |       |       |       |       |
| Menu1  | 美食を訪ねて 〜好奇心は最高のブーケガルニ〜                 | 金崎貴臣 | 金崎貴臣                                | いわもとやすお                                | 小池智史 冨谷美香 宇良隆太 秋月彩 宮﨑輝 金子美咲                                                             | 渡辺舞 野田康行 TOMATO                        | 2022年 1月11日 |       |       |       |       |       |       |       |       |       |       |       |       |       |       |       |       |       |
| Menu2  | きまぐれ猫の躊躇い 〜月明かりのアンティパスト〜             | 金崎貴臣 | 金崎貴臣                                | 徳野雄士                                      | 藤優子 上野卓志 綾きらら 洪範錫 河本零王 冨谷美香                                                             | 小池智史 吉田南 野田康行                      | 1月18日        |       |       |       |       |       |       |       |       |       |       |       |       |       |       |       |       |       |
| Menu3  | 不思議な森のティーパーティー 〜アフターヌーンは危険な香り〜 | 金崎貴臣 | 金崎貴臣                                | 笹原嘉文                                      | 駒本藍子 西尾聡美 綾きらら 吉田南                                                                             | 渡辺舞 山本脩斗 野田康行                      | 1月25日        |       |       |       |       |       |       |       |       |       |       |       |       |       |       |       |       |       |
| Menu4  | 駆け出しの名探偵 〜ミロワールに想いを寄せて〜               | 金崎貴臣 | 坂詰嵩仁                                | 坂詰嵩仁                                      | 福元陽介 普津澤時ヱ門 坂詰嵩仁                                                                                | -                                             | 2月1日         |       |       |       |       |       |       |       |       |       |       |       |       |       |       |       |       |       |
| Menu5  | 背中合わせの光と闇 〜迷いと決意のシュラスコ〜               | 金崎貴臣 | 金崎貴臣                                | 飯田薫久                                      | 藤優子 上野卓志 宮﨑輝 西尾聡美 河本零王 秋月彩                                                               | 小池智史 楊烈駿                               | 2月8日         |       |       |       |       |       |       |       |       |       |       |       |       |       |       |       |       |       |
| Menu6  | コードネーム：モニカ 〜ブイヤベースは温かいうちに〜         | 金崎貴臣 | 菊田幸一                                | 徳野雄士                                      | 吉田南 高妻匠 駒本藍子 綾きらら                                                                               | 宇良隆太 野田康行                             | 2月15日        |       |       |       |       |       |       |       |       |       |       |       |       |       |       |       |       |       |
| Menu7  | 悪戯好きのピクシー 〜霞の中のクオーレ〜                     | 金崎貴臣 | 金崎貴臣                                | 徐恵眞                                        | 福元陽介 三木達也 西尾聡美                                                                                    | 宇良隆太 野田康行                             | 2月22日        |       |       |       |       |       |       |       |       |       |       |       |       |       |       |       |       |       |
| Menu8  | 幸せを繋ぐ手紙 〜緑の丘のアランチーニ〜                     | 金崎貴臣 | 金崎貴臣 川面真也                       | 中込健人                                      | 冨谷美香 宮崎輝 mosh 藤優子 上野卓志 河本零王 斉藤良成                                                        | mosh 渡辺舞 野田康之                          | 3月1日         |       |       |       |       |       |       |       |       |       |       |       |       |       |       |       |       |       |
| Menu9  | 近づく心、すれ違う魂 〜クレープは誓いの味で〜               | 金崎貴臣 | 金崎貴臣 廖程芝                         | 笹原嘉文                                      | 諸富直也 泉坂つかさ 伊藤典子 阿見圭之介 重国勇二 野田康之 古林杏子                                            | 小池智史 野田康之                             | 3月8日         |       |       |       |       |       |       |       |       |       |       |       |       |       |       |       |       |       |
| Menu10 | 落日のランドソル                                            | 金崎貴臣 | 金崎貴臣                                | 五味伸介                                      | 吉田南 杉薗朗子 上野卓志 西尾聡美 保村成 駒本藍子 綾きらら 高妻匠 河本零王                                    | 宇良隆太 渡辺舞 野田康行                      | 3月15日        |       |       |       |       |       |       |       |       |       |       |       |       |       |       |       |       |       |
| Menu11 | 抗う者たち                                                  | 金崎貴臣 | 金崎貴臣 廖程芝                         | 廖程芝 飯田薫久                               | 斉藤良成 宮崎輝 高妻匠 藤優子 冨谷美香 上野卓志 普津澤時ヱ門 保村成 野田康行 楊烈駿 杉薗朗子                  | mosh 小池智史                                 | 3月22日        |       |       |       |       |       |       |       |       |       |       |       |       |       |       |       |       |       |
| Menu12 | もう一度、キミとつながる物語                                | 金崎貴臣 | 菊田幸一 山本健 金崎貴臣 なかがわあつし | いわもとやすお なかがわあつし 山本健 金崎貴臣 | 渡辺舞 福元陽介 小池智史 野田康行 宇良隆太 諸冨直也 吉田南 山本健 李明振 高妻匠 綾きらら mosh TOMATO 小島崇史 | -                                             | 3月29日        |       |       |       |       |       |       |       |       |       |       |       |       |       |       |       |       |       |

### 放送局
| 放送期間                | 放送時間                     | 放送局        | 対象地域 | 備考                                                       |
| ----------------------- | ---------------------------- | ------------- | -------- | ---------------------------------------------------------- |
| 2020年4月7日 - 6月30日  | 火曜 0:30 - 1:00（月曜深夜） | TOKYO MX      | 東京都   | 製作参加                                                   |
|                         |                              | BS11          | 日本全域 | 製作参加 / BS放送 / 『ANIME+』枠                           |
|                         |                              | サンテレビ    | 兵庫県   |                                                            |
|                         |                              | KBS京都       | 京都府   |                                                            |
|                         | 火曜 1:30 - 2:00（月曜深夜） | テレビ北海道  | 北海道   |                                                            |
|                         | 火曜 2:00 - 2:30（月曜深夜） | TVQ九州放送   | 福岡県   |                                                            |
|                         | 火曜 2:05 - 2:35（月曜深夜） | テレビ愛知    | 愛知県   |                                                            |
| 2020年4月8日 - 7月1日   | 水曜 23:00 - 23:30           | AT-X          | 日本全域 | CS放送 / リピート放送あり                                  |
| 2020年4月9日 - 7月2日   | 木曜 0:00 - 0:30（水曜深夜） | WOWOWプライム | 日本全域 | 製作参加 / BS/CS放送 / 『アニメプライム』枠 / 全話無料放送 |
| 2020年4月22日 - 7月15日 | 水曜 1:54 - 2:21（火曜深夜） | 長崎文化放送  | 長崎県   | 『あに。』枠                                               |

| 配信開始日    | 配信時間                     | 配信サイト                                                    |
| ------------- | ---------------------------- | ------------------------------------------------------------- |
| 2020年4月7日  | 火曜 0:00 - 0:30（月曜深夜） | ABEMA                                                         |
| 2020年4月10日 | 金曜 0:30（木曜深夜） 更新   | dアニメストア ニコニコチャンネル Rakuten TV                   |
|               | 金曜 12:00 更新              | HAPPY!動画                                                    |
| 2020年4月12日 | 日曜 0:30（土曜深夜） 更新   | Amazon Prime Video アニメ放題 FOD U-NEXT                      |
| 2020年4月14日 | 火曜 0:00（月曜深夜） 更新   | auスマートパスプレミアム ビデオパス J:COMオンデマンド milplus |
|               | 火曜 12:00 更新              | バンダイチャンネル Google Play ひかりTV                       |

| 放送期間                | 放送時間                     | 放送局        | 対象地域 | 備考                                                       |
| ----------------------- | ---------------------------- | ------------- | -------- | ---------------------------------------------------------- |
| 2022年1月11日 - 3月29日 | 火曜 0:00 - 0:30（月曜深夜） | TOKYO MX      | 東京都   | 製作参加                                                   |
|                         |                              | BS11          | 日本全域 | 製作参加 / BS放送 / 『ANIME+』枠                           |
|                         |                              | KBS京都       | 京都府   |                                                            |
|                         |                              | サンテレビ    | 兵庫県   |                                                            |
|                         | 火曜 1:30 - 2:00（月曜深夜） | テレビ北海道  | 北海道   |                                                            |
|                         | 火曜 2:00 - 2:30（月曜深夜） | TVQ九州放送   | 福岡県   | リピート放送あり                                           |
|                         | 火曜 2:05 - 2:35（月曜深夜） | テレビ愛知    | 愛知県   |                                                            |
|                         | 火曜 21:30 - 22:00           | AT-X          | 日本全域 | CS放送 / 字幕放送 / リピート放送あり                       |
| 2022年1月13日 - 3月31日 | 木曜 0:00 - 0:30（水曜深夜） | WOWOWプライム | 日本全域 | 製作参加 / BS/CS放送 / 『アニメプライム』枠 / 全話無料放送 |

| 配信開始日    | 配信時間                     | 配信サイト |
| ------------- | ---------------------------- | --- |
| 2022年1月11日 | 火曜 0:00 - 0:30（月曜深夜） | ABEMA |
| 2022年1月14日 | 金曜 0:00（木曜深夜） 更新   | Google Play バンダイチャンネル ひかりTV Hulu                                                                                                   |
|               | 金曜 23:30 更新              | ツイキャス |
| 2022年1月15日 | 土曜 0:00（金曜深夜） 更新   | Netflix |
| 2022年1月16日 | 日曜 0:00（土曜深夜） 更新   | アニメタイムズ アニメフェスタ アニメ放題 FOD J:COMオンデマンド auスマートパスプレミアム dアニメストア TELASA ニコニコチャンネル milplus U-NEXT |
| 2022年1月17日 | 月曜 23:30 更新              | GYAO!ストア クランクイン！ビデオ DMM.com ビデオマーケット music.jp Rakuten TV                                                                  |
| 2022年1月18日 | 火曜 12:00 更新              | HAPPY!動画 |
|               | 火曜 19:00 更新              | TSUTAYA TV |

### BD
発売・販売元はCygames。ハピネットに販売委託を行っている。
| 巻 | 発売日        | 収録話          | 規格品番   |
| -- | ------------- | --------------- | ---------- |
| 1  | 2020年8月7日  | 第1話 - 第4話   | CYGX-00001 |
| 2  | 2020年9月4日  | 第5話 - 第7話   | CYGX-00002 |
| 3  | 2020年10月2日 | 第8話 - 第10話  | CYGX-00003 |
| 4  | 2020年11月6日 | 第11話 - 第13話 | CYGX-00004 |

| 巻 | 発売日        | 収録話         | 規格品番   |
| -- | ------------- | -------------- | ---------- |
| 1  | 2022年3月22日 | 第1話 - 第4話  | CYGX-00009 |
| 2  | 2022年4月19日 | 第5話 - 第8話  | CYGX-00010 |
| 3  | 2022年5月17日 | 第9話 - 第12話 | CYGX-00011 |